# Cent vues d'Edo
Vous lisez un « article de qualité » labellisé en 2013.

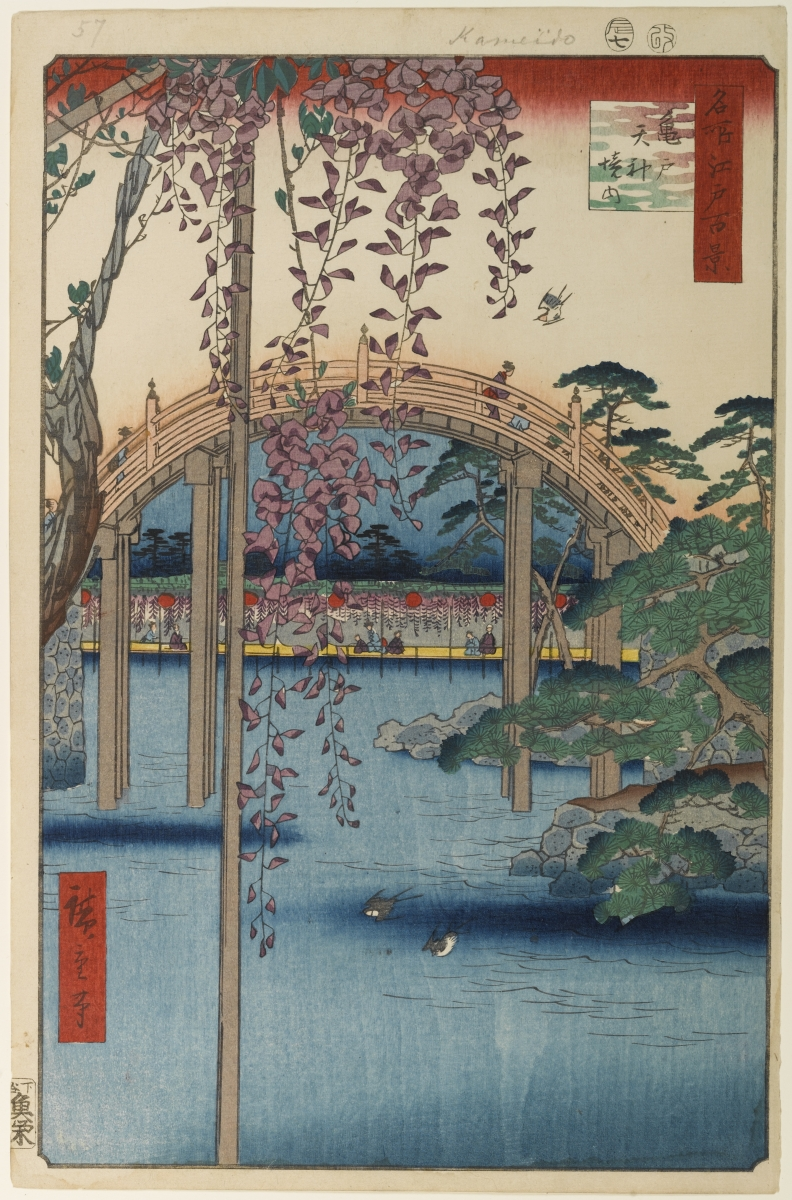
À l'intérieur du sanctuaire Kameido Tenjin (1857), de la série Cent vues d'Edo de Utagawa Hiroshige, qui fut une source d'inspiration pour Claude Monet.

Les Cent vues d'Edo (名所江戸百景, Meisho Edo Hyakkei) constituent, avec Les Cinquante-trois Stations du Tōkaidō et Les Soixante-neuf Stations du Kiso Kaidō, l'une des séries d'estampes majeures que compte l'œuvre très abondante du peintre japonais Hiroshige. Malgré le titre de l'œuvre, réalisée entre 1856 et 1858, il y a en réalité 119 estampes qui toutes utilisent la technique de la xylographie (gravure sur bois). La série appartient au style de l'ukiyo-e, mouvement artistique portant sur des sujets populaires à destination de la classe moyenne japonaise urbaine qui s'est développée durant l'époque d'Edo (1603-1868). Plus précisément, elle relève du genre des meisho-e (« peinture de vues célèbres ») célébrant les paysages japonais, un thème classique dans l'histoire de la peinture japonaise. Quelques-unes des gravures sont réalisées par son élève et fils adoptif, Utagawa Hiroshige II qui, pendant un temps, utilise ce pseudonyme pour signer certaines de ses œuvres.
Hiroshige est un grand paysagiste, un des meilleurs de son temps, saisissant en images lyriques et émotionnelles les sites les plus beaux et les plus renommés du Japon, et particulièrement de sa capitale, Edo, l'actuelle Tokyo. Dans cette série sont représentés les lieux les plus emblématiques de la ville, reconstruite depuis peu à la suite d'un séisme dévastateur survenu en 1855.
Hiroshige ne montre toutefois pas les effets des destructions mais une ville idéalisée, essayant de transmettre au spectateur la beauté et la vie d'Edo, avec une tonalité penchant vers la nostalgie. Dans le même temps, la série offre au public une forme de revue d'actualités semblable à une gazette qui donne un aperçu du développement des reconstructions de la ville. Les estampes présentent aussi des scènes sociales, les rites et les coutumes des populations locales, combinant avec une grande diversité le paysage avec une description détaillée des personnes et des environnements.
Les Cent vues d'Edo illustrent la dernière phase de l'art de Hiroshige, où la sensibilité et le lyrisme presque poétique de ses paysages laissent place à plus d'abstraction et d'audace de composition. Adoptant le format vertical, rarement utilisé pour les séries paysagères, il innove volontiers en opposant un premier plan dramatiquement agrandi au paysage en fond, ainsi que par la vivacité de la couleur. Certains chefs-d’œuvre de la série ont été grandement étudiés en Occident par les impressionnistes et les postimpressionnistes, notamment Vincent van Gogh qui en a tiré deux copies.

« Par-dessus tout, je voulais reproduire avec précision les régions célèbres d'Edo… et peindre des paysages que l'observateur peut voir de ses propres yeux. »

— Utagawa Hiroshige, Souvenirs illustrés d'Edo.

## Lesmeishoet Edo dans la culture japonaise

### Edo

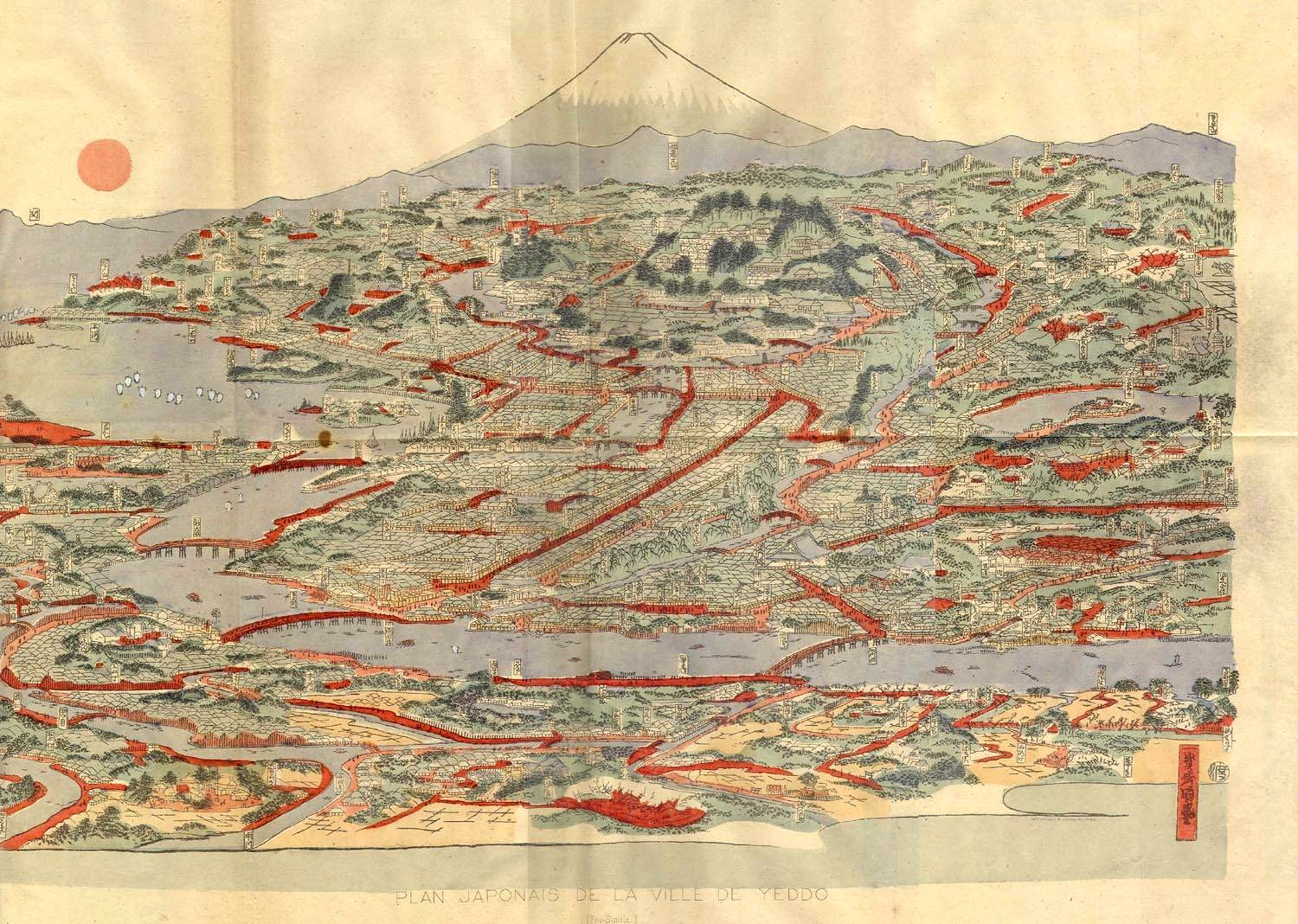
Vue et plan d'Edo vers 1858.

Au cours de la période Edo, le Japon est gouverné par le shogunat Tokugawa, qui a fermé le pays aux contacts extérieurs par la politique dite sakoku. Cette période marque une ère de paix et de prospérité après les guerres civiles des XVe et XVIe siècles entre 1573 et 1603 (époque Azuchi Momoyama). Le pays est unifié par Oda Nobunaga, Toyotomi Hideyoshi et Ieyasu Tokugawa, qui éliminent les daimyos (seigneurs de guerre origine féodale) et créent un état centralisé. La capitale est installée à Edo (江 戸), l'ancien nom donné à la ville de Tokyo qui se développe rapidement, après sa reconstruction à la suite du grand incendie de Meireki de 1657 qui l'a presque entièrement détruite. En 1725, elle devient la ville la plus peuplée au monde avec plus d'un million d'habitants. Au moment de la publication de la série de Hiroshige, sa population compte près de deux millions d'habitants pour une superficie d'environ 80 km2. La ville est composée de zones urbaines parfois très denses séparées par des rizières, des jardins ou des bosquets, offrant des panoramas urbains ou ruraux variés.
Edo permet l’émergence d'une classe moyenne prospère, malgré le système de vassalité. Le commerce et l'artisanat prospèrent, conduisant à l'émergence d'une classe bourgeoise (les chōnin) de plus en plus en puissante et influente, et qui favorise la promotion des arts, en particulier la gravure, la céramique, la laque et les produits textiles. Ainsi, l'essor de la gravure sur bois devient une importante industrie dans les zones urbaines, qui se spécialise dans les estampes et les textes illustrés. Les estampes sont initialement imprimées en sumi-e à l'encre noire sur papier, puis coloriées à la main, mais au milieu du XVIIIe siècle, la couleur fait son apparition (« nishiki-e »).

### Lesmeisho ki, guides de voyage de «lieux célèbres»
L’œuvre de Hiroshige s'inscrit dans le prolongement de l'intérêt traditionnel pour les meisho, les lieux et paysages célèbres, thème traditionnel de la poésie et de la peinture japonaise depuis l'époque de Heian (notamment dans le waka et le yamato-e).
Au début de l'époque d'Edo, c'est tout d'abord la vogue des meisho ki, les « guides de lieux célèbres », dont l'un des premiers représentants est le Kyō warabe de Nakagawa Kiun, publié en 1658. Des guides sur Edo voient très tôt le jour : en 1662 est édité un guide important en sept volumes par Asai Ryōi, l’Edo meisho ki, qui fait un inventaire extrêmement détaillé des lieux célèbres d'Edo et des alentours ; l'ensemble est agrémenté de dessins en noir et blanc. En 1677 est également publié l’Edo suzume (« les moineaux de Tokyo », c'est-à-dire « les gens de Tokyo ») en douze volumes ; les illustrations sont réalisées par des amis de l'auteur, Hishikawa Moronobu, venant de Kyoto.

### Meisho zueet images d'Edo
Les meisho zue (« livres illustrés de lieux célèbres ») se répandent à la fin de l'époque d'Edo et viennent relayer de façon plus visuelle la popularité des meisho ki : à la différence de ces derniers, ils sont principalement composés d'illustrations des lieux célèbres. Les meisho zue marquent la transition entre les meisho ki, les guides de voyage où le texte prédomine, et les séries d'estampes que les peintres paysagistes comme Hokusai et Hiroshige publient plus tard. Hiroshige réalise d'ailleurs une série directement inspirée des guides illustrés, les Vues des sites célèbres des soixante et quelques provinces du Japon (Rokujūyoshū meisho zue).
S'inspirant des guides illustrés qui apparaissent au XIXe siècle dans la région de Kyoto, Saitō Yukio entame l'édition d'une œuvre similaire pour Edo, l’Edo meisho zue, finalement achevé par son fils Saitō Yukitaka et édité par son petit fils Saitō Gesshin en sept volumes entre 1834 et 1837. Les nombreuses illustrations sont réalisées par le peintre Hasegawa Settan à la demande de Yukitaka. L’Edo meisho zue commence par un historique de la province et de l'établissement d'Edo, puis décrit avec minutie les lieux célèbres de la ville et des environs : leur histoire, l'origine du nom, les légendes et poèmes liés ; concernant l'historiographie, il renseigne également sur les coutumes, les cérémonies, les temples et la vie quotidienne de l'époque,. Saitō Gesshin réalise également le Tōto saijaki (« Sur les cérémonies annuelles de la capitale de l'Est ») en 1838, où de nombreux parallèles sont effectués entre les lieux célèbres d'Edo et les lieux de pèlerinage sacrés du Japon.
Finalement, les meisho zue donnent une place bien plus importante aux illustrations de lieux célèbres que les meisho ki, dans un style réaliste et proche de l’ukiyo-e. Lorsque enfin le talent de paysagiste de Hokusai et de Hiroshige parvient à pleine maturité, aux alentours de 1830, l'image s'impose finalement avec les séries meisho-e (dont les Trente-Six Vues du mont Fuji de Hokusai, premier grand succès du genre dès 1831-1833).
Plus généralement, de nombreux autres livres illustrés sur les lieux célèbres d'Edo voient le jour aux XVIIIe et XIXe siècles, souvent avec la participation d'artistes ukiyo-e de l'école Utagawa ou bien de poètes kyōka (la poésie kyōka imitait souvent de façon parodique et divertissante la poésie traditionnelle waka à l'époque d'Edo). Edo était en effet le foyer artistique de l’ukiyo-e, où la production était soutenue tant par l'afflux de touristes que par la demande des habitants de la ville, les chōnin (bourgeois et marchands).

## Place dans l'œuvre de Hiroshige

### Edo dans l'œuvre de Hiroshige
Utagawa Hiroshige (歌川広重) (1797-1858) est un des derniers et meilleurs représentants de l'école ukiyo-e (浮世絵, « image du monde flottant »), spécialiste de la peinture de paysage. Son style se caractérise par une représentation fidèle mais subjective de la réalité, la présence de la vie quotidienne du peuple et la représentation de la nature d'une façon lyrique et évocatrice, non sans un certain romantisme et avec une grande sensibilité pour donner forme à leur éphémère beauté. Le thème des saisons attachées aux lieux décrits dans chaque planche de la série et la présence d'activités humaines dans les paysages constituent un lien avec la tradition poétique et picturale du Japon, perceptible dans de nombreuses œuvres du peintre,.

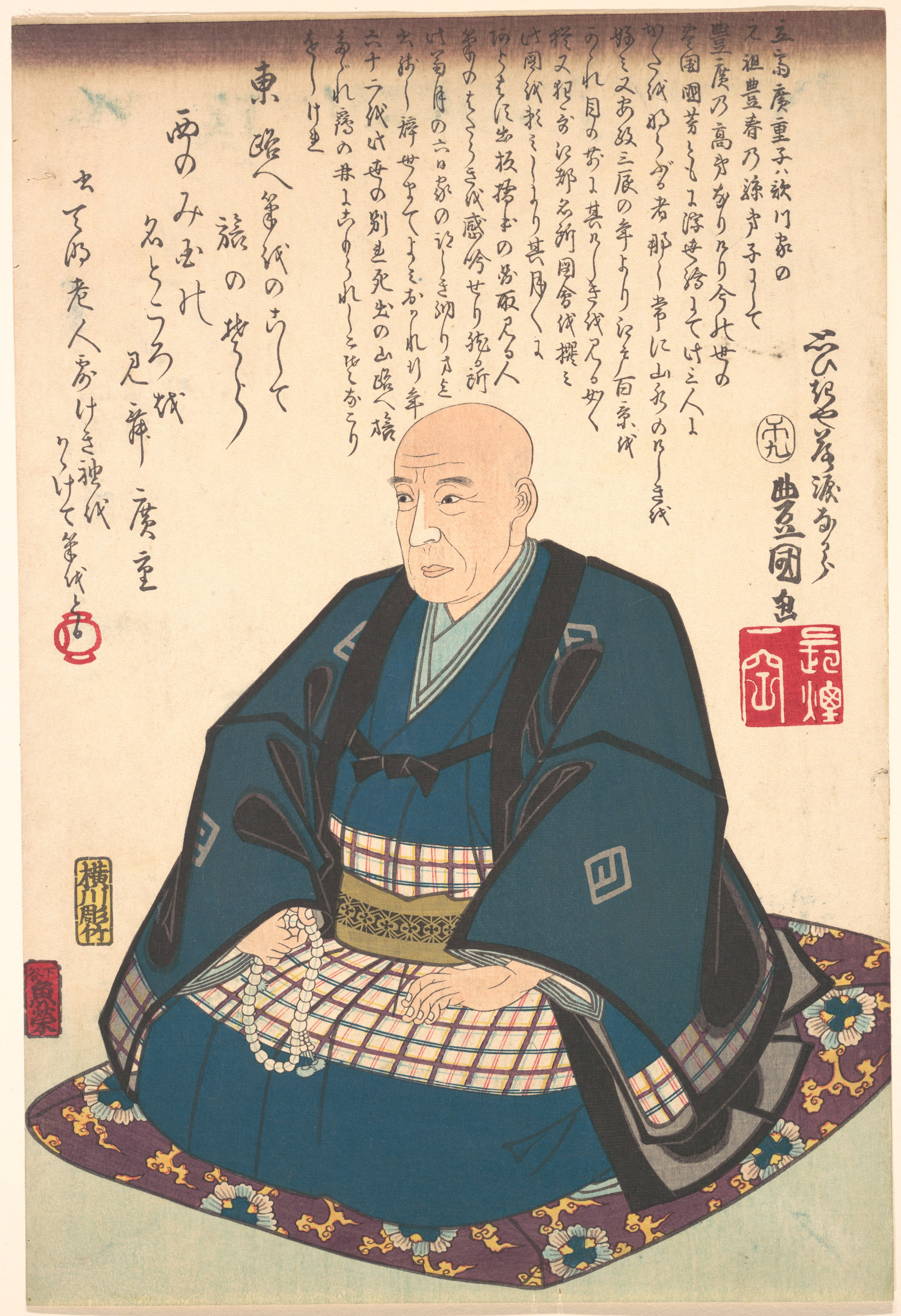
Portrait posthume d'Hiroshige, peint par son ami Utagawa Kunisada.

Hiroshige naît et passe la majeure partie de sa vie à Edo (Tokyo), ville qu'il a déjà représentée dans plusieurs centaines d'estampes avant les Cent vues d'Edo ; il s'agit ainsi d'un de ses thèmes favoris avec le Tōkaidō. Sa première série de paysages datant de 1831 porte d'ailleurs sur le sujet : il s'agit de dix planches intitulées Tōto meisho (Vues célèbres de la capitale de l'Est), imprégnées d'une atmosphère méditative, printanière et distante. Il crée au moins dix autres séries ultérieures portant le même nom, et réalise également les Edo meisho (Vues célèbres d'Edo), éditées en 1853, où il accorde une plus grande proximité aux figures. Parmi les autres déclinaisons du thème, il faut encore citer les Shiki kōto meisho (Endroits célèbres d'Edo au fil des quatre saisons) vers 1834, les Kinkō Edo hakkei (Huit vues des faubourgs d'Edo) en 1838, les Tōto hakkei (Huit vues de la capitale de l'Est) en 1837-1838 ou encore les Kōto shōkei (Jolies vue d'Edo) en 1840. Le concept des « huit vues » (hakkei) est déjà employé avant Hiroshige — un maître du genre — par les artistes ukiyo-e dès les années 1760-1770, et décliné très librement sous de nombreuses formes (par exemple les vus élégantes ou modernes d'Edo dont Hiroshige réalise une cinquantaine de séries) ; il s'agit à l'origine d'un thème de poésie chinoise appliqué ultérieurement à la peinture de paysage. Certaines scènes reviennent ainsi de façon récurrente dans ces œuvres, comme le pont de Ryōgoku et ses feux d'artifice ou la rivière Sumida-gawa.
Enfin, le travail qui préfigure le plus les Cent vues d'Edo sont les Souvenirs d'Edo (Ehon Edo miyage), livres d'images d'Edo en dix volumes petit format, publiés à partir de 1850 par Kinkō-do. Composé uniquement de gravures, l'auteur y retranscrit les lieux avec une forte précision topographique, jouant seulement sur les angles et les perspectives.

### Évolution du peintre dans lesCent vues d'Edo
Lorsqu'il réalise cette série, Hiroshige jouit déjà d'une forte renommée grâce à ses fameuses estampes de paysages (comme Les Cinquante-Trois Stations du Tōkaidō ou Les Soixante-Neuf Stations du Kiso Kaidō) et, à soixante ans, tout indique qu'il s'agira de son dernier grand projet (il meurt avant de l'avoir achevé). À cette époque, l'artiste semble vouloir réorienter son œuvre tant techniquement qu'artistiquement. Au doux lyrisme de ses séries de la décennie 1830 succèdent à la fin des années 1840 des compositions violemment contrastées, plus dramatiques et moins centrées sur l'humain ; dans les Cent vues, il généralise ses impressions, allant vers plus d'abstraction et de symbolisme, non de façon analytique comme Hokusai, mais en traduisant le caractère émotionnel d'une scène. Smith voit dans ces changements la maturité de l'âge ; Hiroshige entre d'ailleurs en religion en 1856, fait coutumier au Japon lorsque la vieillesse survient, mais qui explique peut-être la distance inhabituelle prise par le peintre avec ses sujets dans les Cent vues d'Edo, que ce soit la nature et la vie spontanée des petites gens. Une autre hypothèse est le besoin de réinventer son art du paysage lyrique, qui perd de son originalité chez le peintre dans les années 1840. Ces évolutions de style, de sensibilité et de thèmes tangibles dans les Cent vues d'Edo peuvent déjà être perçues dans les Souvenirs d'Edo sur maintes scènes.
Concernant le style et la composition, les Vues des sites célèbres des soixante et quelques provinces du Japon (Rokujūyoshū meisho zue) publiées entre 1853 et 1856 préfigurent également des Cent Vues d'Edo, car Hiroshige y fait une première exploitation importante du format vertical pour une série de paysages ; la distance évidente prise avec l'humain dans les Cent vues d'Edo y est également déjà présente,.
Le choix des vues présente également quelques originalités : traditionnellement au Japon et dans l'œuvre de Hiroshige, les lieux célèbres (meisho) sont choisis pour leur beauté réelle ou leur force d'évocation poétique, mais le peintre fait figurer ici de nombreuses places peu connues, qu'il juge simplement dignes d'être visitées. D'après les estimations de Smith, il se trouve dans la série un tiers de lieux classiques souvent représentés par Hiroshige, un tiers de lieux occasionnels et un tiers de lieux inédits dans ses œuvres à l'exception des Souvenirs d'Edo. En effet, Hiroshige y fait déjà figurer des lieux peu célèbres à l'intérêt plutôt topographique ou historique, dans la lignée de guides comme l'Edo meisho zue ; cette évolution du concept de meisho-e reflète ainsi « un goût pour l'observation empirique au XIXe et la maturité d'Edo comme centre urbain ».
Novatrices dans l'œuvre de Hiroshige, les Cent vues d'Edo se situent donc dans la dernière période créatrice du peintre, où le lyrisme et la sensibilité pour les personnages si remarqués dans Les Cinquante-Trois Stations du Tōkaidō cèdent quelque peu le pas à plus d'abstraction et d'audace de composition,.

## LesCent vues d'Edo

### Élaboration et édition
La série Cent vues d'Edo est réalisée par Hiroshige entre 1856 et 1858 — années 3 à 5 de l'ère Ansei du calendrier japonais. Cette série diffère des deux autres sur plusieurs points, et en particulier, par le recours à des gravures cadrées verticalement, et non plus exclusivement horizontalement. Elle comprend un total de 119 estampes de paysages et de monuments d'Edo, l'ancien nom de Tokyo.
Ce projet est l'un des plus ambitieux et des plus révélateurs de la production de cet artiste. Avec lui, le célèbre disciple de l'école ukiyo-e se propose de refléter les changements intervenus dans la capitale nippone au cours des dernières années, quand le progrès et la modernité progressent rapidement et détruisent les coutumes et les traditions du Japon. En 1853, le blocus naval du commodore américain Matthew Perry contraint l'empereur à ouvrir le Japon à l'Occident.
Deux ans plus tard, en 1855, Edo subit un séisme majeur (de magnitude 7,1), qui provoque de grandes destructions, cause la mort de 10 000 personnes et la destruction de 16 000 bâtiments. Tels sont les changements dans l'apparence de la ville que Hiroshige veut représenter dans sa série. Néanmoins, l'artiste meurt avant qu'Edo bascule avec la fin du shogunat Tokugawa, et son œuvre apparaît ainsi comme l'un des « derniers grands témoignages d'Edo à son apogée. »
Au moment d'entreprendre ce travail, Hiroshige est à l'apogée de sa carrière. En 1856, il reçoit alors une commande de Sakanaya Eikichi, un éditeur qui veut refléter les changements à Edo après le tremblement de terre. Hiroshige met en œuvre cette idée dans plus d'une centaine des points de vue les plus connus et pittoresques de la ville. Ces « vues d'Edo » sont accueillies avec beaucoup de succès, chaque gravure connaissant un tirage de 10 000 à 15 000 exemplaires. La série est malheureusement interrompue par la mort de l'auteur lors d'une épidémie de choléra en 1858. Finalement, quelques-unes des estampes qui ne devaient jamais être achevées par le maître l'ont été par son élève, Utagawa Hiroshige II.
La série est réalisée au format ōban, grand format, environ 39,5 cm × 26,8 cm et utilise la technique nishiki-e, un type de chromoxylographie introduit au XVIIIe siècle (en 1765) qui permet la gravure en couleur. En accord avec les règlements du gouvernement, il doit ajuster son travail pour être accepté par la censure. En effet, selon un édit de 1790, toutes les publications doivent se conformer à la politique de limitation du luxe et ne pas contenir de matériel politiquement sensible, et ce à différents stades.
La première année, 1856, il présente 37 estampes ; en 1857, 71, et en 1858, l'année de sa mort, 7. Apparemment, l'idée de l'auteur et l'éditeur est de terminer la série en juillet 1858, et deux impressions de ce mois portent le titre « Compléments pour entretenir les cent vues d'Edo » (Edo hyakkei yokyō). Mais le mois suivant, trois autres gravures sont présentées sous le titre habituel,. Ces cent quinze gravures sur bois sont achevées en octobre 1858 avec trois autres impressions — approuvés par les censeurs — après la mort de Hiroshige, probablement exécutées par Hiroshige II à la demande de l'éditeur. Puis la réalisation de l'index est confiée à Baisotei Gengyo (1817-1880), dessinateur de couvertures réputé. Enfin, en 1859, Hiroshige II fait une dernière feuille pour célébrer sa promotion au grade de maître, avec le sceau de la censure en avril 1859.
En règle générale, toutes les estampes contiennent trois cartouches : dans le coin supérieur droit, en rouge le titre de la série (Meisho Edo hyakkei) au même format qu'une poésie tanzaku ; à côté, le titre de chaque estampe au format d'une feuille de poésie shikishi, et dans le coin inférieur gauche, également en rouge ou parfois en jaune, le nom de l'auteur, Hiroshige. En dehors du cadre de l'image, en bas à gauche, apparaît fréquemment le sceau de l'éditeur, Sakanaya Eikichi, avec parfois son adresse (Shitaya Shinkuromonchō), parfois abrégé en « Shitaya Uoei » (qui correspond à Uoya Eikichi, autre nom sous lequel l'éditeur est également connu). Également en dehors du cadre, dans le coin supérieur droit, est habituellement placé le sceau de la censure, aratame (« examiné »), généralement avec la date représentée par le signe de l'année. 1856 était l'année du dragon (tatsu) ; 1857, l'année du serpent (hebi) et 1858, l'année du cheval (uma). Hiroshige se réserve une certaine flexibilité dans le placement des cartouches selon les axes dominants de la composition,.

### Style et expression

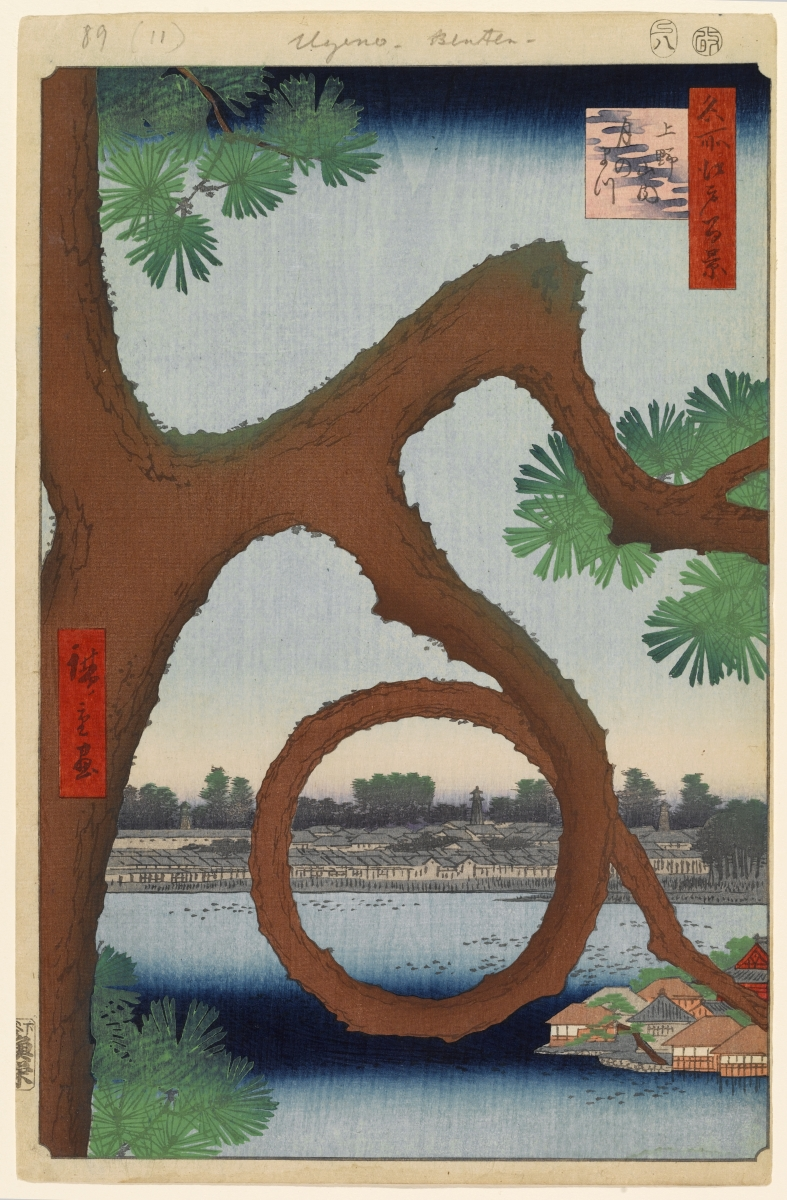
Le « pin de la Lune » à Ueno (1857), de Utagawa Hiroshige.

Les estampes sont groupées selon les saisons de l'année comme l'indique l'index : 42 estampes pour le printemps, 30 pour l'été, 26 pour l'automne et 20 pour l'hiver. Bien qu'avec l'âge l'artiste ait perdu un certain pouvoir d'expression présent dans les travaux précédents, cette série pleine d'émotion intense et colorée avec une grande sensibilité montre le lien spécial qu'entretient Hiroshige avec le paysage de sa ville natale.
Au fil des différentes estampes, l'auteur a recours aux diverses techniques qu'il a apprises tout au long de sa vie : karazuri, technique d'impression « à vide » (« kara ») où l'on imprime en relief une feuille de papier en la frottant avec un tampon, baren, sur une planche gravée non encrée ; atenashi-bokashi, une variante du bokashi consistant à mêler un liquide avec l'encre et à l'étaler sur toute la surface, idéale pour l'eau et les nuages ; kimekomi, technique où l'on presse une planchette sur le papier pour déterminer les lignes et les contours ; et kirakake, gravure brillante, réalisée avec deux planchettes, une de couleur et l'autre enduite de colle faite à partir d'os, placée sur le papier qui est ensuite saupoudré de mica. La vivacité du coloris témoigne également de la qualité de la série, à dominante bleue, rouge et parfois jaune.
Dans ces images, Hiroshige décrit avec précision les paysages, mais au travers du prisme de l'émotion, en interprétant subjectivement la réalité. Malgré une volonté de précision topographique, l'artiste n'hésite pas à altérer les détails secondaires du réel pour des raisons artistiques ; fidèle à sa recherche de l'émotion, il modifie quelque peu l'approche japonaise traditionnelle presque holiste de la nature en adoptant le point de vue émotionnel de l'humain qui contemple le paysage,. Chaque estampe comprend généralement de petites figures humaines immergées dans la grandeur de leur environnement, ainsi que des animaux et de simples objets anecdotiques, parfois avec un certain ton satirique et humoristique comme les deux bras et jambes poilus au premier plan de la planche 72. Le peintre mêle ainsi paysage, nature morte et scène de mœurs pour mieux disposer le spectateur à percevoir la scène.
L'auteur représente les paysages dans des cadrages insolites qui favorisent un certain sens de la perspective, bien que cela se fasse sans l'aide de la perspective occidentale linéaire que cependant il connaît, et utilise occasionnellement, en particulier dans la reconstitution du théâtre kabuki. Dans la série, Hiroshige utilise principalement deux types de compositions : paysages représentés depuis un point de vue naturel, et vues décoratives, où il occupe le premier plan par un objet quelconque, reléguant le paysage au second plan. Un tiers environ des estampes sont conçues selon ce procédé, les autres paysages conservant la perspective traditionnelle japonaise dite à vol d'oiseau, c'est-à-dire des paysages vus à partir d'un point de vue éloigné en hauteur. Ce sont ces vues décoratives très expressives qui suscitèrent l'admiration des peintres impressionnistes. Le premier plan surdimensionné permet de cadrer la scène et de guider l’œil vers le paysage en arrière-plan, ainsi que de créer une opposition entre deux plans qui donne une expression plus dynamique, contrastée et tendue à l'ensemble, ce que renforcent le format vertical et les forts contrastes de couleurs,,. Il se crée de cette façon une « illusion de l'espace », une profondeur aidant à lire le paysage. Selon Henry Smith, Hiroshige a cherché à compenser le manque de lyrisme de certains sujets par cette innovation frappante en matière de composition,.

### Les estampes
Légendes
- Saison : saison de l'estampe.
- N° épars  : numéro de l'estampe suivant la notation « éparse » (chirashigaki), c'est-à-dire en lisant la boîte en forme d'éventail pour l'été sur la table des matières des estampes et donc en regroupant les titres par ensembles de trois.
- N° vert. : numéro selon le classement vertical donné par les sources du début du XXe siècle, c'est-à-dire, pour les titres des estampes d'été, en lisant verticalement et ligne à ligne la boîte en forme d'éventail.
- Titre : tel qu'il apparaît sur l'estampe avec la traduction en français et l'original japonais.
- Description : description de l'estampe.
- Date : date de l'estampe.
- Image : reproduction de l'estampe.

| Saison    | N° épars | N° vert. | Titre | Description | Date           | Estampe                   |
| --------- | -------- | -------- | --- | --- | -------------- | ------------------------- |
|           |          |          | Table des matières | Les titres abrégés des estampes sont rangés par saison : deux boîtes en haut pour les estampes du printemps, une boîte en forme d'éventail celles de l'été, une boîte en bas à droite celles de l'automne et une boîte en bas à gauche les estampes de l'hiver. |                | Reproduction de l'estampe |
| Printemps | 1        | 1        | Le pont de Nihonbashi : Éclaircie après la neige (日本橋雪晴, Nihonbashi yukibare) | Avec cette première estampe qui ouvre la série du printemps, Hiroshige montre ce qui est le plus caractéristique de son style, une vision étendue qui se perd dans le lointain, avec de multiples éléments naturels et architecturaux ainsi que de petites figures de personnes occupées à leurs activités quotidiennes. Le centre de la feuille est occupé par le pont Nihonbashi (« pont du Japon »), un des plus grands et des plus représentatifs de la ville, construit en 1603, et qui sert de kilomètre zéro pour mesurer les distances du pays. Au second plan se trouve le palais de l'empereur et le mont Fuji tout au fond. On remarque l'effet bokashi dans la gradation des divers tons de bleu de la rivière. | mai 1856       | Reproduction de l'estampe |
| Printemps | 2        | 2        | Kasumigaseki (霞がせき) | Il s'agit d'une forte composition verticale où, au-dessus de l’axe d'une rue fréquentée de la ville, s’étend un vaste ciel aux différentes nuances de couleur. L’image suggère une certaine perspective linéaire sur la rue qui descend dans la baie de Tokyo, mais cette impression est atténuée par un puissant chromatisme. Aux deux extrémités de la rue se trouvent deux maisons de daimyos, à gauche, Asano de Hiroshima, et à droite, Kuroda de Fukuoka. Sur les côtés sont représentés deux grands pins kadomatsu. Il est possible de reconnaître quelques danseurs, un prêtre et plusieurs samouraïs. Dans le ciel vole un cerf-volant portant le symbole sakana (« poisson »), le premier élément du nom de l'éditeur Sakanaya. | janvier 1857   | Reproduction de l'estampe |
| Printemps | 3        | 3        | Hibiya et Soto-Sakurada vus de Yamashita-chō (山下町日比谷外さくら田, Yamashita-chō Hibiya Soto-Sakurada) | De nouveau, une forte composition verticale avec un profond paysage faisant apparaître le mont Fuji en arrière-plan. L’image représente un changement de saison avec des symboles de la nouvelle année. On voit à droite un mur appartenant au palais. Sur les deux côtés figurent deux raquettes de hagoita du jeu de hanetsuki, raquettes qui sont vendues à la nouvelle année au temple de Sensō-ji à Asakusa. Le volant utilisé dans le jeu semble suspendu dans le ciel au-dessus des raquettes en bambou, où sont peints un personnage sur celle de droite et un kadomatsu (objet décoratif traditionnel pour le Nouvel An) sur celle de gauche. En bas à gauche, des rameaux de pin empiètent sur la douve du palais. Comme sur l’estampe précédente, des cerfs-volants flottent haut dans le ciel d'où se détache un yakko empruntant la forme d’un kimono. À l’arrière-plan se trouve la résidence du daimyo Nabeshima Kanso, un fabricant d’artillerie dont le portail est décoré d’une botte de paille de riz. | décembre 1857  | Reproduction de l'estampe |
| Printemps | 4        | 4        | Tsukudajima et le pont Eitaibashi (永代橋佃しま, Eitaibashi Tsukudajima) | Cette image nocturne montre un petit ponton de l’île de Tsukuda dans la baie d'Edo, vue depuis le pont Eitaibashi (« pont de l’éternité »), représenté par le large pilier qui occupe le côté gauche. Ce pont, construit en 1698 est le plus long d’Edo et traverse la Sumida-gawa, principale rivière de la ville. L'île est un port de pêche officiel, chargé de ravitailler le shogun en poissons frais. Les nuits d’hiver et de printemps, on y attrape les shirauo (« poisson blanc »), attirés par les lueurs des torches, comme on le voit au centre de l’image. | février 1857   | Reproduction de l'estampe |
| Printemps | 5        | 5        | Le temple Ekō-in à Ryōgoku et le pont Moto-Yanagi (両ごく回向院元柳橋, Ryōgoku Ekōin Moto-Yanagibashi) | Il s’agit encore d’une vue verticale avec le mont Fuji et un grand ciel bleu à partir d'un point de vue inhabituel, celui du temple mentionné dans le titre mais qui n’apparaît pas, alors que du côté gauche figure un grand échafaudage en bois avec un tambour dans la partie supérieure, montrant le goût de Hiroshige pour les éléments anecdotiques. De cet échafaudage, on joue du tambour lors des compétitions de sumo qui se tiennent au temple où a eu lieu le premier tournoi de sumo en 1768. Le temple Ekō-in, construit en 1657, appartient au bouddhisme de la Terre pure (淨土, jōdo), et a été construit pour commémorer les 100 000 victimes de l'incendie qui a rasé la ville. Derrière la Sumida-gawa sur laquelle naviguent embarcations et transbordeurs apparaît la résidence de Matsudaira, le seigneur féodal de Tanba, près du pont Moto-Yanagi et d’un grand saule. | mai 1857       | Reproduction de l'estampe |
| Printemps | 6        | 6        | Manège de Hatsune à Bakuro-chō (馬喰町初音の馬場, Bakuro-chō Hatsune no baba) | L’écurie « Hatsune no baba », la plus ancienne d’Edo, est vue d’une perspective insolite, à travers des linges sortis par le teinturier de l’arrondissement voisin de Kon'ya, linge dont les couleurs blanches, ocre et violettes s’harmonisent avec le fond du ciel. Au milieu des pavillons de l’écurie se dresse une tour de pompiers qui couvre les environs, un élément familier pour Hiroshige qui a hérité de son père la position de capitaine des pompiers en 1809 et, à son tour, l’a transmise à son fils en 1832 pour se consacrer à la peinture. | septembre 1857 | Reproduction de l'estampe |
| Printemps | 7        | 7        | Boutiques avec des biens en coton à Ōdenma-chō (大てんま町木綿店, Ōtenma-chō momendana) | Le quartier Ōdenma-chō (« grand quartier des chevaux de poste ») est un relais de poste qui centralise la plupart des marchandises dans la capitale nippone. Voici une rue avec un point de fuite vers la gauche, bordée de boutiques consacrées au coton et dont certains des noms sont peints sur les portes : Tahataya, Masuya, Shimaya. Sur les toits se trouvent des conteneurs remplis d’eau de pluie pour éteindre de possibles incendies. Dans la rue passent des geishas au kimono gris imprimé de libellules, et dont les visages esquissent quelques traits essentiels. La composition met en évidence l'utilisation du bleu dans des tons variés, magistralement utilisés pour des effets d'ombrage,. | avril 1858     | Reproduction de l'estampe |
| Printemps | 8        | 8        | Suruga-chō (する賀てふ, Suruga tefu) | Dans cette estampe, l'artiste utilise une fois encore la perspective linéaire occidentale, à partir d'un point de vue qui montre une rue animée qui se perd dans la brume dont émerge l’imposante présence du mont Fuji. Le quartier Suruga-chō, nommé d'après l'ancien nom de la province où se trouve le mont Fuji, est parsemé de boutiques consacrées à l'industrie textile. Des deux côtés de la rue sont représentés les caractères désignant les magasins Mitsui : mittsu (« trois ») et i (« bien ») qui sont devenus l’actuelle chaîne de grands magasins Mitsukoshi. | septembre 1856 | Reproduction de l'estampe |
| Printemps | 9        | 9        | La rue Yatsukōji, près de la porte Sujikai (筋違内八ツ小路, Sujikai uchi Yatsukōji) | Une large vue panoramique plongeante montre dans le coin inférieur gauche un cortège de petits personnages qui accompagnent un daimyo dans un des nombreux voyages qu’il doit accomplir des provinces à la capitale. La rue Yatsukōji (« huit chemins ») présentée en diagonale est l'un des principaux axes de communication de la ville. Le grand espace vide au milieu de la rue est subtilement dessiné avec des nuances de brun, de vert et de gris tandis que le ciel est montré à nouveau avec des variations de bleu et blanc au rouge. Dans l'arrière-plan se profile le sanctuaire Kanda sur une brume rougeâtre qui couvre la Kanda-gawa. | novembre 1857  | Reproduction de l'estampe |
| Printemps | 10       | 10       | Lever de soleil au sanctuaire de Kanda Myōjin (神田明神曙之景, Kanda Myōjin akebono no kei) | Si sur l’estampe précédente le sanctuaire se distingue au loin, sur cette image l’artiste est à présent dans le sanctuaire, plus précisément sur une terrasse offrant une vue panoramique sur les toits de la ville plongée dans l'obscurité tandis que l’aube se lève. Au premier plan se dresse un grand et majestueux cèdre qui impose un axe vertical à la composition. Derrière l’arbre se trouvent les figures d'un prêtre, d’un serviteur du temple et de son assistant aux robes de couleurs vives. Construit en 1730, le sanctuaire Kanda Myojin sert d’emplacement à quelques festivités durant lesquelles la population d’Edo entre en procession dans le palais du shogun ; mais ici, c'est une calme matinée avant l'agitation habituelle d'un des sanctuaires les plus populaires de la capitale que Hiroshige représente,. Dans cette estampe solennelle, la qualité d'impression est très élevée, notamment les dégradés et les vêtements blancs traités en impression textile. | septembre 1857 | Reproduction de l'estampe |
| Printemps | 11       | 11       | Le pavillon Kiyomizu et l'étang Shinobazu no ike à Ueno (上野清水堂不忍ノ池, Ueno Kiyomizu-dō Shinobazu no ike) | Encore une perspective inhabituelle du pavillon Kiyomizu-dō, situé dans l'enceinte du temple de Kan'ei-ji. Du pavillon, on aperçoit la terrasse au milieu de cerisiers en fleurs dont les Japonais admirent beaucoup la beauté éphémère, comme le souligne la fête de hanami. La terrasse donne sur l'étang Shinobazu no ike situé dans le parc d’Ueno dont l’eau est colorée d’un bleu très doux. En face des cerisiers se trouvent quelques grands pins dont l’un se distingue par sa curieuse forme qui le fait appeler « pin de la lune » et qui apparaît plus en détail sur la planche 89. Les proportions exagérées des pins et de la terrasse tiennent peut-être au passage au format vertical de cette scène qu'il avait peinte avec plus de réalisme dans les Souvenirs d'Edo (Ehon Edo miyage). | avril 1856     | Reproduction de l'estampe |
| Printemps | 12       | 12       | Ueno Yamashita (上野山した) | Le sujet principal de l'estampe est l’établissement à droite, un restaurant de restauration rapide appelé « Iseya » comme l’indiquent les inscriptions en katakana et en hiragana. On distingue également sur l’enseigne le signe shisomeshi qui est un plat de riz avec des feuilles de shiso. Dans le coin inférieur gauche passent d’élégantes dames avec de grands parapluies qui se dirigent peut-être vers le sanctuaire d’Ueno voisin. Le ciel est traversé d’une volée de corbeaux, très abondants dans cette région. Cette estampe est de la main d’Hiroshige II qui l’a créée après la mort du maître, mais probablement à partir d’un dessin déjà esquissé, puisque le nom de l’auteur apparaît dans le cartouche rouge au coin supérieur droit. | octobre 1858   | Reproduction de l'estampe |
| Printemps | 13       | 13       | Shitaya Hirokōji (下谷広小路) | L’image montre une vue panoramique de la rue Hirokōji (« grande rue ») qui mène au temple de Kan'ei-ji à Ueno, dont l’emplacement noyé dans le brouillard sert de point de fuite de l’image. Parmi les personnages dans la rue passent un groupe de samouraïs et un long cortège de femmes munies d’ombrelles. Au premier plan de la rue, sur le côté droit, se trouve le bâtiment des entrepôts Matsuzakaya consacrés au négoce du textile et récemment reconstruits après la totale destruction causée par le séisme de 1855. Ces entrepôts sont encore aujourd’hui situés au même endroit. | septembre 1856 | Reproduction de l'estampe |
| Printemps | 14       | 14       | Jardins du temple à Nippori (日暮里寺院の林泉, Nippori jiin no rinsen) | Cette composition dessinée à nouveau depuis une perspective aérienne représente les jardins du temple de Shūshōin dans lesquels fleurissent des cerisiers aux douces nuances rosées. L‘artiste prend la liberté de faire coïncider la floraison des cerisiers avec celle des azalées, ce qui ne se produit pas en réalité. Sur quelques tirages de cette estampe, la couleur rose des deux cerisiers du premier plan n’apparaît pas à cause d’une erreur d’impression. La coexistence pacifique des temples bouddhistes et shintoïstes dans le complexe de Nippori a cessé avec l'abolition temporaire du bouddhisme et la mise en place du shintoïsme comme religion officielle en 1868. | février 1857   | Reproduction de l'estampe |
| Printemps | 15       | 15       | La pente de Suwa à Nippori (日暮里諏訪の台, Nippori Suwanodai) | L’artiste nous donne à voir les jardins du temple de Suwa Myojin, situé à la campagne mais proche cependant des quartiers de Nippori, Ueno et Asakusa, de telle sorte qu’il reçoit de nombreux visiteurs qui peuvent jouir de la vue tout en prenant le thé. Entre deux bosquets de cerisiers en fleurs se dressent deux magnifiques cèdres dans l'axe de l'image. On perçoit au fond à droite la silhouette du mont Tsukuba, avec son double sommet sous un ciel éclairé de rouge, de blanc et de bleu jusqu’au violet foncé dans la partie supérieure. | mai 1856       | Reproduction de l'estampe |
| Printemps | 16       | 16       | Parc en fleurs et pente de Dangozaka à Sendagi (千駄木団子坂花屋敷, Sendagi Dangozaka Hanayashiki) | Voici un nouvel exemple de la capacité de l’artiste à créer de larges panoramas où se combinent des éléments naturels et des éléments architecturaux avec l’aide de petits personnages qui donnent à l'ensemble une dimension humaine. De nouveau, la partie inférieure est dominée par les cerisiers en fleurs d’un parc public où les gens marchent, parlent et prennent le thé. Un brouillard blanc teinté de bleu et de rouge couvre les arbres au milieu desquels se tient le bâtiment du Shisentei (« pavillon de la fontaine pourpre ») qui offre une vue sur le quartier d'Ueno et l'étang de Shinobazu. Le jardin a été dessiné seulement quatre ans plus tôt par le jardinier Kusuda Uheiji. L'identification des deux parties de l'estampe a longtemps fait l'objet de spéculation, mais il s'agit vraisemblablement bien du même lieu malgré le fort contraste, peut-être à deux saisons différentes. | mai 1856       | Reproduction de l'estampe |
| Printemps | 17       | 17       | Vue vers le nord à partir du mont Asuka (飛鳥山北の眺望, Asukayama kita no chōbō) | Comme sur les deux précédentes impressions, des gens prennent le thé sous les cerisiers en fleurs devant d’immenses champs de riz simplement suggérés par une teinte vert clair tandis qu’au loin se distingue la silhouette caractéristique du mont Tsukuba. Le terrain appartient au temple Kinrin-ji, mais il est accessible au public ainsi que l’a décidé le shogun Tokugawa Yoshimune, en 1737. Il devient en 1873 le premier parc public du Japon moderne. Hiroshige crée cette estampe peu après la visite du shogun Tokugawa Iesada en 1856, ce qui illustre le caractère documentaire de nombre des estampes de la série. | mai 1856       | Reproduction de l'estampe |
| Printemps | 18       | 18       | Le sanctuaire Ōji Inari (王子稲荷の社, Ōji Inari no yashiro) | Ce sanctuaire appartient à celui de Fushimi Inari-taisha à Kyoto, situé sur une colline près d’Ōji, un village voisin d’Edo. Inari est le dieu du riz au Japon, aussi cet endroit est-il un centre de pèlerinage pour les paysans en attente d’une bonne récolte. Hiroshige choisit de nouveau une vue en perspective inhabituelle montrant seulement un surplomb de la structure du temple, dominé par la luxuriante forêt de cèdres qui l'entoure. L’intense couleur rouge du bois du temple est mise en valeur, car dans le shinto, cette couleur effraie les démons. À l’arrière-plan se dresse encore la silhouette double du mont Tsukuba. | septembre 1857 | Reproduction de l'estampe |
| Printemps | 19       | 19       | Barrage sur la rivière Otonashi à Ōji, connu sous le nom « la grande cascade » (王子音無川堰棣世俗大瀧ト唱, Ōji Otonashigawa entei, sezoku Ōtaki to tonau)                                                            | Ce barrage est connu sous le nom d’Otaki (« grande cascade »). Hiroshige le situe parmi des jardins où une fois de plus l'accent est mis sur les cerisiers en fleurs. La rivière Otonashi-gawa qui s’éloigne de la cascade est colorée avec deux nuances de bleu, clair et foncé, qui permettent de souligner la profondeur de la partie centrale. Dans la cascade et la rivière, de petites figures de baigneurs sont tout juste esquissées. Sous un grand cèdre dans la forêt apparaît le pavillon du Bouddha Amida qui appartient au temple de Kinrin-ji. Hiroshige a créé cette estampe de nouveau après une visite du shogun Tokugawa Iesada en 1857. | février 1857   | Reproduction de l'estampe |
| Printemps | 20       | 20       | Le transbordeur de Kawaguchi et le temple Zenkōji (川口のわたし善光寺, Kawaguchi no watashi Zenkōji) | La Sumida-gawa est le sujet principal de cette planche, rivière qui, dans cette section (le printemps), est fréquemment appelée Arakawa — ce qui signifie la limite nord d'Edo. La rivière est présentée en diagonale, avec une teinte plus foncée en son milieu, comme sur l’estampe précédente. Plusieurs radeaux flottent sur les eaux ainsi qu’une embarcation qui sert de transbordeur ; le travail sur les diagonales formées par les radeaux constitue l'élément principal de la composition. Des touches de couleur jaune effleurent les toits des cabanes en haut de l’image tandis que derrière elles se trouve le temple Zenkō-ji, célèbre pour son hibutsu (bouddha secret) qui n’est exposé que tous les dix-sept ans. Un an après que Hiroshige a dessiné l'estampe, le bouddha de la salle Amida en haut devait être exposé publiquement pour la première fois depuis 13 ans ; peut-être Hiroshige couvre-t-il partiellement la salle de ce hibutsu avec le cartouche du titre pour faire écho au fameux secret. | février 1857   | Reproduction de l'estampe |
| Printemps | 21       | 21       | Le mont Atago à Chiba (芝愛宕山, Chiba Atagoyama) | Le mont Atago est situé au sud du palais d’Edo, à seulement 26 m au-dessus de la baie de la ville. À son sommet se trouve le sanctuaire d'Atago, dont un pilier et le dessous du toit servent à encadrer la partie gauche de l'estampe. Le personnage qui arrive est un émissaire du Enpuku-ji qui, tous les ans au troisième jour, accomplit une cérémonie au sanctuaire Atago afin d'appeler la bonne fortune, la santé et la prospérité, mais aussi pour conjurer la faim et la maladie. Il porte une coiffure de cérémonie et des roues de la vie blanches imprimées sur sa robe. Il tient dans sa main droite une grande cuillère de riz (shakushi), symbole d'abondance, et à gauche une massue, symbole de la violence qu'il peut mettre en œuvre pour défendre la doctrine bouddhique. Les algues autour de son cou sont distribuées après la cérémonie aux fidèles qui s'en servent pour préparer une infusion contre les rhumes. Ce prêtre est l'une des figures les plus grandes et la meilleure description physionomique que Hiroshige a capturée dans toute la série. Dans l'arrière-plan se trouvent les maisons du quartier portuaire d'Edo et la baie teintée de rouge aurore avec plusieurs voiles à l'horizon. Le cartouche jaune sur le côté gauche est ainsi libellé : hōgatsu mikka, Bishamon tsukai (le troisième jour du premier mois, un envoyé de Bishamon). | août 1857      | Reproduction de l'estampe |
| Printemps | 22       | 22       | Hiroo sur la rivière Furukawa (広尾ふる川, Hiroo Furukawa) | La rivière Furukawa sinue entre les vertes collines aux tons bruns, enjambée par un pont courbé que traversent de petits personnages dont certains portent des ombrelles. La rivière est bleu clair avec des nuances plus foncées sur les rives. Sur la gauche se trouve l’auberge Kitsune (« renard »), célèbre pour sa spécialité à base d’unagi (anguilles d'eau douce grillées). Le ciel est d’un ton rosé, caractéristique de l'aurore. Ce paysage idyllique n'existe plus car la rivière a été canalisée et la région urbanisée est actuellement l'un des plus élégants quartiers de Tokyo. | juillet 1856   | Reproduction de l'estampe |
| Printemps | 23       | 23       | L'étang de Chiyogaike à Meguro (目黒千代か池川, Meguro Chiyogaike) | Chiyogaike (« l’étang de Chiyo ») est un endroit auquel est attachée une célèbre légende : c’est ici que dame Chiyo (XIVe siècle) a mis fin à ses jours, désespérée de la mort de son mari, le guerrier Nitta Yoshioki. L'artiste compose là un tableau idyllique avec un jardin de cerisiers en fleurs, enveloppé d’un brouillard blanc et rouge que traversent plusieurs chutes d'eau qui se jettent dans l'étang. On aperçoit les silhouettes de deux dames et d’une jeune fille sur une île près de la rive. Il convient de mentionner l'effet de l'ombre des arbres sur l'eau, effet rarement traité par Hiroshige et réalisé sous l'influence des techniques de la peinture occidentale. | juillet 1856   | Reproduction de l'estampe |
| Printemps | 24       | 24       | Le nouveau mont Fuji à Meguro (目黒新富士, Meguro Shin-Fuji) | Le titre fait référence à une réplique du mont Fuji érigée en 1829 sur un site appartenant à Juzo Kondo, un vassal du shogun. Cette coutume a commencé en 1780 avec la première copie réalisée à Takata-chō par des adorateurs de la montagne sacrée (Fuji Shinko). Dans la partie inférieure de l’image serpentent les eaux de l’aqueduc de Mita entre les champs verdoyants et les cerisiers en fleurs. Plusieurs personnes se délassent dans les jardins tandis que d'autres montent un chemin jusqu'au sommet de la colline où plusieurs visiteurs sont déjà en train d’admirer le panorama. Au milieu de l’image s’étendent des champs et des forêts couverts d’un brouillard rose et jaune, tandis que dans le fond se trouve le véritable mont Fuji. Le ciel aussi est rose pâle, ce qui suggère une heure matinale. | avril 1857     | Reproduction de l'estampe |
| Printemps | 25       | 25       | Le Fuji original à Meguro (目黒元不二, Meguro Moto-Fuji) | Il s'agit d'un point de vue semblable à celui de l’estampe précédente, mais où le mont Fuji est vu d’un des côtés d’une de ses nombreuses répliques. Celle-ci n'est pas la même que ci-dessus, mais une autre d’une hauteur de 12 m érigée en 1812 et qui comme la précédente est appelée « originale ». La pente de la colline domine le côté droit et le bas de l'image d'où émerge un grand pin dont les branches remplissent toute la partie supérieure. Derrière ce premier plan apparaît un verger de cerisiers où un groupe de personnes pique-nique, tandis qu’à l'horizon se dresse le majestueux volcan considéré comme un dieu par les Japonais. Cette estampe a été incorrectement placée dans la section « printemps » puisque les cerisiers ne sont pas en fleurs et portent un feuillage aux couleurs automnales faites de cinabre. Le ciel est un subtil dégradé de rouge, passant du blanc au jaune à un bleu clair qui s’assombrit dans la partie supérieure. Fuji, écrit dans le titre 不二 (littéralement « pas deux »), est sans doute un jeu de mots sur le doublement du mont. | avril 1857     | Reproduction de l'estampe |
| Printemps | 26       | 26       | Le « pin pour suspendre une armure » et la pente de Hakkeizaka (八景坂鎧掛松, Hakkeizaka Yoroikakematsu) | Hakkeizaka (« côte des huit vues ») est une célèbre colline située sur la baie d'Edo d’où l’on peut voir huit beaux panoramas de la campagne environnante. Le nom vient des « huit vues de Xiaoxiang » (en japonais Hakkei shosho), un célèbre thème poétique chinois introduit au XIVe siècle et qui sert de base iconographique pour la représentation des paysages pittoresques. Sur la colline se dresse un pin d’une étrange forme : selon la légende, le guerrier Minamoto no Yoshiie accrocha son armure dans cet arbre avant de se soumettre à un clan rival dans la province de Mutsu (actuelle préfecture d'Aomori). Hiroshige adapte la forme de l'arbre de telle façon que seul un géant aurait pu y suspendre son armure, tout en le peignant plus fin qu'en réalité. Le pin domine la partie centrale de la composition tandis que sur la baie voguent plusieurs petits voiliers. Le Tōkaidō, grande route de Edo à Kyoto qui longe le littoral, est emprunté par de nombreux voyageurs comme on le voit au bas de l’image. Sous les pins, quelques personnes contemplent le panorama tout en buvant du thé ou du saké,. | mai 1856       | Reproduction de l'estampe |
| Printemps | 27       | 27       | Le verger de pruniers à Kamada (蒲田の梅園, Kamada no umezono) | C'est l'une des plus belles estampes de la série, surtout pour son traitement de l’ambiance matinale et la palette de couleurs exquises utilisées pour dépeindre le ciel, du rose blanchâtre au rouge foncé, en passant par toutes les nuances de ces couleurs, montrant un lever du soleil lyrique et évocateur. La scène représente un verger de pruniers dont la floraison dévoile les délicates fleurs blanches. À moyenne distance, des gens se promènent autour de pavillons tandis que sur le côté droit apparaît une partie d’un palanquin qui illustre le goût du peintre pour les éléments anecdotiques et les perspectives inhabituelles. Cette image a été beaucoup admirée en Occident, en particulier par les impressionnistes. | février 1857   | Reproduction de l'estampe |
| Printemps | 28       | 28       | La colline du palais à Shinagawa (品川御殿やま, Shinagawa Gotenyama) | Goten-yama (« la colline du palais ») était proche de l'ancien palais d'Edo, construit en 1457 par Ōta Dōkan et qui a servi de résidence au shogun au XVIIe siècle après la destruction du palais par un incendie. C’est l’un des endroits les plus célèbres pour admirer les cerisiers en fleurs, comme on peut le voir en haut de la colline où se trouvent beaucoup de visiteurs, tandis que plusieurs autres empruntent le chemin vers le sommet. Au bas de l’image coule une rivière avec un petit pont que traversent deux dames. Sur les pentes de la colline apparaissent les cicatrices causées par l'extraction de pierres pour les fortifications érigées à la hâte en 1853 après l'arrivée du commodore Matthew Perry. | avril 1856     | Reproduction de l'estampe |
| Printemps | 29       | 29       | Le sanctuaire Moto Hachiman à Sunamura (砂むら元八まん, Sunamura Moto-Hachiman) | Du sanctuaire Moto Hachiman annoncé par le titre, on ne voit qu’un torii (portail sacré) dans le coin en bas à droite, tandis que la perspective aérienne présente un vaste paysage avec un barrage qui le traverse en diagonale et que quelques voiles au loin flottent sur la baie d’Edo. Comme souvent dans la série, l'élément principal de la vue célèbre (le meisho) reste donc caché. La végétation se compose à nouveau de cerisiers en fleurs et de grands pins ainsi que d’une vaste roselière dans la zone adjacente à la baie. Sunamura était un lieu récemment drainé pour exploiter une terre auparavant marécageuse, en raison de la croissance rapide de la ville, qui fait maintenant partie du quartier Koto-ku de la capitale. Cette image dénote une certaine influence de la peinture de lettrés que Hiroshige a connue par l’un de ses maîtres, Ōoka Unpō. | avril 1856     | Reproduction de l'estampe |
| Printemps | 30       | 30       | Le jardin des pruniers à Kameido (亀戸梅屋舗, Kameido Umeyashiki) | Il s'agit d'une des planches les plus connues de la série. Elle ressemble un peu à la 27e, mais sa principale caractéristique est la présence au premier plan d'un prunier à travers les branches duquel on voit l’arrière-plan, un nouvel exemple d'image insolite et d’effet optique qu’affectionne l’artiste. Comme dans la vingt-septième estampe, les couleurs du ciel sont le blanc, le rose et le rouge, dans une subtile gradation d'une grande beauté et d'une remarquable puissance visuelle. Le jardin appartient au sanctuaire Kameido Tenjinsha et le prunier représenté était célèbre pour sa forme inhabituelle. Connu sous le nom de Garyūume (« dragon au repos »), il figure dans tous les guides d'Edo mais est malheureusement emporté lors d’une inondation en 1910. Il est écrit dans la Liste des lieux célèbres d'Edo : « Il ressemble vraiment à un dragon à terre. Les branches s’entrecroisent et semblent se transformer un en nouveau tronc. L'arbre s'étend vers la droite et gauche. L'arôme des fleurs fait oublier celui des orchidées, le blanc lumineux des fleurs serrées l’une contre l’autre emporte le soir. » Vincent van Gogh a réalisé une copie de ce tableau en 1887 sous le titre Japonaiseries, mais ici, les tons atténués de verts, gris et roses confèrent une grande sérénité que Van Gogh ne remarqua pas dans sa copie. | novembre 1857  | Reproduction de l'estampe |
| Printemps | 31       | 31       | Le sanctuaire Azuma no mori et le camphre enlacé (吾嬬の森連理の梓, Azuma no mori Renri no azusa) | Le camphrier dont il est question dans le titre de l’estampe se trouve dans le plan médian où il s’élève bien au-dessus des autres arbres, vers le ciel que traverse une nuée d’oiseaux. C’est un arbre mythique, symbole du prince Yamato Takeru et de son épouse, Ototachibana Hime. Selon la légende, le père du prince, l’empereur Keikō, envoie son fils combattre dans le nord, mais sa violence suscite la colère des dieux qui lancent une tempête afin de couler le navire sur lequel il voyage. La princesse se jette alors à la mer, sauvant par son sacrifice le prince qui plante quelques bâtons de camphre sur sa tombe. Le sanctuaire d’Azuma est difficilement perceptible dans la densité de la forêt que souligne l'intensité de la route jaune qui mène au sanctuaire. Hiroshige exagère ici consciemment la taille de l'arbre, soulignant l'élément le plus important de la composition. | juillet 1856   | Reproduction de l'estampe |
| Printemps | 32       | 32       | L'île Yanagishima (柳しま, Yanagishima) | L’île de Yanagishima (« l'île des saules ») est située au nord-est de Edo, le long de la rivière Sumida. On y arrive par le pont de Yanagibashi (« pont du saule ») d'une forme convexe et en face duquel se trouve le restaurant Hashimotoya (« au pied du pont »), clairement allumé. À côté se trouve, avec sa couleur rouge typique, le pavillon du temple Nichiren Hōshōji, célèbre pour son image du bodhisattva Myōken, invoqué contre les incendies et pour la richesse et la longue vie. Le grand peintre Katsushika Hokusai portait une grande dévotion à ce temple. Dans la partie basse de l’île, un embarcadère permet l’accès au temple par la voie fluviale. Au loin, dans la brume, se dresse la silhouette du mont Tsukuba. | avril 1857     | Reproduction de l'estampe |
| Printemps | 33       | 33       | Les pousseurs sur le canal Yotsugi-dōri (四ツ木通用水引ふね, Yotsugi dōri yōsui hikifune) | La composition est dominée par le canal Yotsugi-dōri à l'est de la Sumida-gawa, construit au début du XVIIe siècle pour amener l'eau propre à la ville, puis devenu plus tard un canal destiné à l'irrigation et au transport. Une grande courbe occupe toute l’image et amène le regard vers le fond qui se perd dans le brouillard. Le bleu de l’eau et le vert des berges contrastent avec le jaune vif du chemin sur lequel passent plusieurs voyageurs, tandis que plusieurs embarcations naviguent, dont certaines tirées par des haleurs. Bien que le canal soit rectiligne en réalité, l'artiste prend la liberté de lui donner un effet de courbure. | février 1857   | Reproduction de l'estampe |
| Printemps | 34       | 34       | Vue nocturne de Matsuchi-yama et du canal San'ya (真乳山山谷堀夜景, Matsuchiyama San'yabori yakei) | Deuxième image nocturne après l’impression no 4, et l'une des seules — avec la 21 — à montrer une figure humaine de grande taille, dans ce cas une geisha, peut-être la favorite de Hiroshige. La femme est représentée de profil et le brillant maquillage blanc de son visage contraste avec le ciel sombre parsemé d'étoiles qui se reflètent dans les eaux de la Sumida-gawa. La précision de la coiffure et des vêtements indique la formation du peintre à l'art du bijin-ga. Dans le fond se distinguent les lumières de plusieurs lieux de la colline Matsuchi-yama au sommet de laquelle se trouve le sanctuaire de Shoten. De cette colline part le canal San'yabori qui mène par voie fluviale vers le quartier des plaisirs de Yoshiwara. | août 1857      | Reproduction de l'estampe |
| Printemps | 35       | 35       | La forêt du sanctuaire Suijin et la région de Massaki le long de la rivière Sumida-gawa (隅田川水神の森真崎, Sumidagawa Suijin no mori Massaki)                                                                       | De nouveau, l’estampe montre un premier plan dont le côté droit est dominé par un cerisier dont les belles fleurs de couleur blanche et rose sont recréées dans les moindres détails grâce à la technique appelée kimedashi (gaufrage) qui consiste à presser le papier contre les marques découpées dans les planchettes de bois. Au milieu de la petite forêt en bas de l'image apparaît le sanctuaire Suijin (« eau divine »), consacré à la déesse de la Sumida-gawa dont on voit le torii et un premier pavillon. Sur le chemin, quelques personnes se dirigent vers le transbordeur Hashiba qui est de nouveau représenté sur l’estampe 37. À l’arrière-plan sont représentés la région de Massaki et le mont Tsukuba. | août 1856      | Reproduction de l'estampe |
| Printemps | 36       | 36       | Vue de Massaki depuis la forêt du sanctuaire Suijin, la petite anse d'Uchigawa et le village de Sekiya (真崎辺より水神の森内川関屋の里を見る図, Massaki atari yori Suijin no mori Uchigawa Sekiya no sato wo miru zu) | Cette image illustre de façon saisissante le goût prononcé de l’artiste pour les perspectives insolites, ici un paysage vu au travers d’une fenêtre coupée en deux par une porte coulissante derrière laquelle apparaît une branche de prunier. Il s’agit probablement d’un salon de thé et sur le mur gauche se devine un vase dans lequel est posée une fleur de magnolia. La vue offre un panorama de la région de Massaki, au nord du quartier des plaisirs de Shin Yoshiwara bordé par la Sumida-gawa sur laquelle passent diverses embarcations. Dans la forêt à droite se devine le torii du sanctuaire Suijin de la précédente image. Dans l’arrière-plan figure le mont Tsukuba, un meisho de la tradition poétique depuis le VIIe siècle, tandis que le ciel est traversé d’une volée d’oiseaux,. | août 1857      | Reproduction de l'estampe |
| Printemps | 37       | 37       | Les fours et le transbordeur Hashiba sur la rivière Sumida-gawa (墨田河橋場の渡かわら竈, Sumidagawa hashiba no watashi kawaragama)                                                                                    | Le transbordeur Hashiba de la planche 35 traverse la Sumida-gawa, tandis que le premier plan dans le coin inférieur gauche est occupé par le four d’une tuilerie d’azulejo d'où émerge une colonne de fumée s'élevant au ciel dans une gradation de couleur allant du gris foncé au presque blanc. Sur l’eau se balancent quelques mouettes de l’espèce miyakodori (oiseau de la capitale). À l’arrière-plan se trouve la forêt du sanctuaire de Suijin et tout au fond à gauche, la silhouette du mont Tsukuba. Les bandes bleu et jaune dans le ciel paraissent uniquement sur le premier tirage. Elles ne sont pas indiquées sur la planche d’impression, mais correspondent à la technique atenashi bokashi. Les oiseaux gris et blanc sur le fleuve forment une allusion à la littérature ancienne (les Contes d'Ise), qui narre qu'un voyageur de Kyoto composa un poème en ce lieu en remarquant ces oiseaux inconnus. Pour Smith, la fumée (qui cache le torii du sanctuaire de Suijin) a ainsi un sens poétique, devenant le symbole de l'évanescence de la vie et de la solitude du voyageur. | avril 1857     | Reproduction de l'estampe |
| Printemps | 38       | 38       | Aurore à Yoshiwara (廓中東雲, Kakuchū shinonome) | L'image montre le quartier des plaisirs de Shin Yoshiwara, situé dans l’arrondissement d'Asakusa à proximité du temple de Kinryūzan, qui avait remplacé le précédent Yoshiwara de Nihonbashi. Celui-ci, situé à proximité du palais du shogun, avait été détruit lors du grand incendie de Meireki de 1657. À son tour, Shin Yoshiwara (« nouveau Yoshiwara ») est détruit par un séisme en 1855. Sa reconstruction se termine en 1857, année de publication de l’estampe, nouvel exemple du caractère informatif contemporain de plusieurs des planches de la série. La prostitution est contrôlée par le gouvernement, non pas tant pour une question de moralité que pour des raisons de santé publique et afin de lever des impôts. L'heure matinale, moment de calme après l'agitation de la nuit, est suggérée par le bleu de la partie inférieure du ciel, en opposition à la partie supérieure en noir. La rue et les maisons sont dans les ténèbres et les cerisiers en fleurs sont gris pâle au lieu du rose qu’ils auraient montré pendant la journée. Néanmoins, les personnages éclairés par la lampe sont présentés en couleur, ce qui entraîne un fort contraste avec l’obscurité environnante. Hiroshige a peut-être présenté ce dessin et ce titre à la suite du suicide de deux courtisanes et de leurs amants à l'aube du dix-neuvième jour du quatrième mois de 1857. | avril 1857     | Reproduction de l'estampe |
| Printemps | 39       | 39       | Le temple Kinryū-zan à Asakusa et le pont d'Azumabashi vus de loin (吾妻橋金龍山遠望, Azumabashi Kinryūzan enbo) | Hiroshige nous présente de nouveau une vue inhabituelle où le paysage est traversé au premier plan par une embarcation de plaisance, coupée cependant aux deux extrémités et où apparaissent sur la gauche les cheveux et la robe d'une geisha à l'invisible visage. Au fond de l’image se trouvent un ponton et des maisons pressées autour du temple de Kinryūzan (« temple du dragon d’or », maintenant le Sensō-ji) à côté duquel s’élève une pagode de cinq étages. Au loin, le mont Fuji montre son sommet enneigé. La composition tout entière est parsemée de feuilles de cerisier flottant dans les airs, apportant une dimension méditative à l'image qui fait ainsi percevoir le contraste entre l'éphémère et l'éternel : les feuilles éphémères face à l’éternel Fuji, l'amour fugace de la geisha opposé au mysticisme éternel du temple. | août 1857      | Reproduction de l'estampe |
| Printemps | 40       | 40       | L’ermitage de Bashō et la colline aux camélias près de l'aqueduc à Sekiguchi (せき口上水端はせを庵椿やま, Sekiguchi jōsuibata Bashōan Tsubakiyama)                                                                    | La chapelle, consacrée au grand poète Matsuo Bashō, a été construite par ses disciples en 1743 à l’occasion du cinquantième anniversaire de sa mort (1694). Elle se trouve au Tsubaki-yama (« la colline des camélias », bien que Hiroshige peint ici des cerisiers), propriété de la famille Hosokawa (à laquelle appartient Morihiro Hosokawa, premier ministre du Japon en 1993 et 1994). L’aqueduc de Sekiguchi, principale arrivée d'eau de la ville, est entretenu par une redevance annuelle payée par tous les habitants. Comme d'habitude dans les compositions de cette série, de petits personnages passent le long du chemin pour donner un élément humain au paysage,. | avril 1857     | Reproduction de l'estampe |
| Printemps | 41       | 41       | Le sanctuaire Hachiman à Ichigaya (市ヶ谷八幡, Ichigaya Hachiman) | Cette estampe est généralement attribuée à Hiroshige II car elle est revêtue du sceau de la censure un mois après la mort du maître, mais il n’est pas exclu que le disciple ait terminé une esquisse préparée par son mentor. Il s'agit d'une composition typique de la série, dans un format vertical où apparaît au premier plan dans la partie inférieure une rue animée du quartier Ichigaya, célèbre pour ses salons de thé et sa prostitution locale — c’est à présent une gare de la East Japan Railway Company. Des nuages teintés de rouge et de rosé traversent le premier plan tandis que dans la montagne boisée se trouve, dissimulé derrière quelques cerisiers en fleurs, un sanctuaire Hachiman dédié à Inari. | octobre 1858   | Reproduction de l'estampe |
| Printemps | 42       | 42       | Cerisiers en fleurs le long de la rivière Tama-gawa (玉川堤の花, Tamagawa tsutsumi no hana) | Les cerisiers en fleurs, qui apparaissent sur la plupart des planches consacrées au printemps, constituent de nouveau le motif principal de cette estampe. Les Japonais sont particulièrement sensibles à la floraison de cet arbre qu’ils célèbrent lors de la fête de l’hanami. La route le long de la Tama-gawa a été créée en 1730 par le shogun Tokugawa Yoshimune, le créateur des premiers parcs publics à Edo. Elle est encombrée d’une foule de personnes dont la présence fait ressortir le contraste entre cette promenade familiale et l’établissement représenté à droite qui est un des lieux de prostitution du quartier de Shinjuku. Cette image met une fois encore en valeur le doux chromatisme et la délicatesse des teintes propres à Hiroshige. | février 1856   | Reproduction de l'estampe |
| Été       | 43       | 43       | Les ponts Nihonbashi et Edobashi (日本橋江戸ばし, Nihonbashi Edobashi) | Une nouvelle fois, une curieuse composition d'un paysage entrevu à travers les poutres du pont en gros plan, avec un grand pilier qui occupe tout le côté gauche et un panier de poissons (thon) tronqué sur la droite, porté par une personne qui ne figure pas dans l'image, située à la place du spectateur. Les planches sont celles du pont Nihonbashi (« pont du Japon » ou « pont du soleil levant »), alors que celui de l'arrière-plan est le Edobashi (« pont d’Edo »), situés sur la Nihonbashi-gawa. À l'horizon se lève le disque rouge du soleil. Cette estampe introduit la série consacrée à l’été et correspond au thème choisi (le pont Nihonbashi) sur la première image qui commence le printemps. Le point de vue, ici représenté à l'est, est l’envers de l’estampe no 1 du printemps. | décembre 1857  | Reproduction de l'estampe |
| Été       | 44       | 44       | Vue de la rue Itchome à Nihonbashi (日本橋通一丁目略図, Nihonbashi Tōri itchōme ryakuzu) | Le pont Nihonbashi doit son nom à un quartier commercial animé d'Edo, très fréquenté de personnes se promenant ou faisant des achats comme le montre cette image. Au premier plan, un groupe de danseuses, connues sous le nom de sumiyoshi, présente un spectacle de rue dans toute la ville, protégées par un grand parapluie et suivant une joueuse de shamisen. Parmi les bâtiments de l’arrière-plan se distingue la boutique Shirokiya (« arbre blanc »), fondée en 1662, un grand magasin de la ville, plus tard intégré à la chaîne Tokyu. Devant la boutique se trouve une échoppe de melons et un homme mange celui qu’il vient d’acheter. Derrière lui, un livreur du restaurant Tokyoan porte un plateau de saké et une boîte de nouilles au sarrasin. | août 1858      | Reproduction de l'estampe |
| Été       | 45       | 62       | Le pont Yatsumi no hashi (八ツ見のはし, Yatsumi no hashi) | Yatsumi no hashi signifie « vue des huit ponts », car il est possible de voir huit ponts se succéder le long de la rivière depuis le point de vue adopté dans l’œuvre (le pont Ichikoku). De nouveau, l’artiste occupe le premier plan avec des branches pendantes de saule tandis que, dans le coin inférieur gauche de la composition, apparaît une planche du pont. En plan moyen, le cours d’eau est traversé d’embarcations qui paraissent venir de ponts perdus dans le lointain. Les bâtiments du fond sont le palais du shogun derrière lequel se dresse l'imposante majesté du mont Fuji. Le ciel est en gradation des couleurs habituelles du peintre du bleu sombre au rouge, traversé par le vol de deux oiseaux. | août 1856      | Reproduction de l'estampe |
| Été       | 46       | 45       | 鎧の渡し小網町 (La barque Yoroi et Koami-chō) | Dans cette composition, Hiroshige utilise une perspective très marquée vers le bas par une longue rangée de cabines de magasins qui divise l'image en deux : dans la partie inférieure, le canal Nihonbashi-gawa avec quelques embarcations. Certaines portent des marchandises, d’autres des passagers. Dans la partie supérieure, un ciel nuancé montre des tons bleus aux extrémités, traversé d’un nuage à l’étrange couleur jaune et, comme sur l’estampe précédente, par le vol de quelques oiseaux. Sur le côté droit, une noble dame marche le long de la rive, vêtue d’un kimono richement coloré et portant une ombrelle, tandis que le côté gauche est occupé par la proue d’une embarcation, selon le style habituel de l’artiste dans cette série reposant sur l’opposition des plans. | octobre 1857   | Reproduction de l'estampe |
| Été       | 47       | 46       | Le sanctuaire Sei-dō et la rivière Kanda vus du pont Shōhei (昌平橋聖堂神田川, Shōheibashi Seidō Kandagawa) | Nouvelle composition aux reliefs exagérés et qui montre au premier plan une colline disposée en diagonale et couronnée de pins qui occupe tout le côté gauche. Il s'agit de la colline Shōheizaka dont le nom est inspiré, tout comme le pont Shōheibashi, dont on voit quelques planches à droite au bas de l’image, de « Changping » (Shōhei en japonais) qui est le nom de la ville natale de Confucius, l’administration de l’État nippon étant marquée par le confucianisme à l'époque d’Edo. Sous le pont coule la rivière Kandagawa sur laquelle passent diverses embarcations tandis que de l’autre côté, des passants marchent le long d’un mur qui délimite le pavillon Seido, sanctuaire confucéen construit en 1690. Il s'agit de la première image sur laquelle la pluie est représentée par de longues et fines lignes qui requièrent une grande habileté de la part du graveur (horishi). Ce paysage, dont le rythme de la composition crée un sentiment de tension intérieure, contraste avec la jubilation qui régnait habituellement près de l'université toute proche. | septembre 1857 | Reproduction de l'estampe |
| Été       | 48       | 63       | Le pont Suidō et le quartier Surugadai (水道橋駿河台, Suidōbashi Surugadai) | Une banderole en forme de carpe (koinobori) suspendue à un mât domine le premier plan derrière lequel flottent deux autres banderoles semblables. Celles-ci sont déployées le jour de la « célébration des garçons » (Kodomo no hi), qui a lieu le cinquième jour du cinquième mois de l’année calendaire en l'honneur des enfants de six ou sept ans, pour commémorer le courage et la virilité. Les carpes symbolisent ces concepts, car leur capacité à nager à contre-courant en fait des exemples de force et d'endurance. La remarquable qualité du rendu des écailles aux reflets argentés est due à la technique d'impression utilisant du mica (kirazuri). Au bas à droite de l’image, le pont Suidō est traversé par une procession de guerriers qui se dirigent vers Surugadai, un quartier de samouraïs. Au fond apparaît de nouveau le mont Fuji. Hiroshige peint de façon fidèle cette fête traditionnelle des samouraïs, milieu dont sa famille est issue, mais y superpose avec humour et ironie ces trois carpes démesurées qui sont le fait des chōnin (bourgeois citadin), ces derniers célébrant à l'époque la fête depuis seulement quelques décennies. | mai 1857       | Reproduction de l'estampe |
| Été       | 49       | 47       | La cascade de Fudō à Ōji (王子不動之滝, Ōji Fudō no taki) | Cette planche est remarquable pour sa verticalité qui s'appuie sur le format oban, particulièrement approprié pour la chute d'eau de la cascade Fudō au nord d’Edo. Cet élément naturel est nommé d'après Fudō Myōō, le roi de la sagesse dans le bouddhisme ésotérique. Selon la légende, une jeune femme a prié cent jours nue sous la cascade pour demander la guérison de son père malade et depuis lors, de nombreux adeptes se baignent et prient pour leur santé. Au sommet de la cascade, une corde de chanvre sacrée (shimenawa) indique la sainteté du lieu. Plusieurs personnages sont représentés au pied de la cascade : un homme dans l'eau, une servante versant du thé à un homme qui, probablement, vient de sortir de l'étang et deux dames vêtues de riches robes qui se promènent. D'après les documents d'époque, la cascade était en réalité plus petite, mais Hiroshige transforme comme souvent le réel pour symboliser de toute évidence la puissance de Fudō Myōō. | septembre 1857 | Reproduction de l'estampe |
| Été       | 50       | 64       | Le sanctuaire Kumano Jūnisha à Tsunohazu, connu sous le nom « Jūnisō » (角筈熊野十二社俗称十二そう, Tsunohazu Kumano Jūnisha zokushō Jūnisō)                                                                          | Ce sanctuaire a été fondé à l'ère Ōei (1394-1428) par Suzuki Kuro, un natif de la province de Kii (aujourd'hui préfecture de Wakayama), où se trouvent les sanctuaires Kumano principaux. Il s’est consacré lui-même à douze déités de la région de sorte qu’il est connu sous le nom de Jūnisha (« douze sanctuaires »). Tsunohazu se trouve à l'ouest de la ville et fait maintenant partie du quartier de Shinjuku. La composition est dominée par le bassin central, autour duquel se trouvent des champs avec des pins et plusieurs maisons pour le thé, avec des gens qui se promènent et admirent le paysage. Dans le coin inférieur gauche sont représentés plusieurs bâtiments du sanctuaire. Le fond présente un profil montagneux, recouvert d'une brume blanche et jaune. | juillet 1856   | Reproduction de l'estampe |
| Été       | 51       | 65       | Le cortège du festival Sannō à Kōjimachi itchōme (糀町一丁目山王祭ねり込, Kōjimachi itchōme Sannō Matsuri nerikomi)                                                                                                   | L’artiste montre à nouveau une composition inhabituelle mettant l'emphase sur un élément au premier plan, en la circonstance la partie supérieure d'un palanquin (mikoshi) du Sannō matsuri qui se tient le 15 juin en l'honneur du dieu Hiei Sannō. Tout le côté gauche est occupé par cette structure formée de larges bandes bleues qui s'ouvrent comme des bougies, sur lequel se trouve un grand « tambour d’avertissement » (kankadori) surmonté d’un coq dont on ne voit qu’une patte et des plumes blanches. Au pied du palanquin, dans l’angle inférieur gauche, se révèlent les chapeaux blancs ornés de fleurs rouges des participants à la procession. Sur la colline de l’autre côté de l’étang, un autre palanquin, arborant cette fois-ci la figure d'un singe, se dirige vers le palais Hanzōmon. Ce festival a lieu tous les deux ans depuis 1681, avec un cortège de 50 chars et 500 personnes habillées comme au temps de l’époque de Heian (794-1185), qui vont du sanctuaire Sannō Hiei près du palais du shogun, au centre de la ville. | juillet 1856   | Reproduction de l'estampe |
| Été       | 52       | 48       | Le jardin des paulownias à Akasaka (赤坂桐畑, Akasaka Kiribatake) | Un paulownia, formant l’axe vertical principal, occupe le premier plan de cette planche, accompagné d’un second sur le côté droit menant à un étang et à une luxuriante forêt de la réserve aquatique de Tameike dans le quartier Akasaka. L’eau saumâtre de l’étang permet aux lotus de se développer comme l’indiquent les points noirs sur la rive. Les bâtiments au bord de l'étang appartiennent au sanctuaire de Hiei Sannō. Sur la rive à partir de laquelle nous regardons se trouve un jardin de paulownias (kiribatake) appartenant à la résidence du daimyo Kuroda du domaine de Fukuoka. L'écorce de cet arbre est utilisée pour les teintures et de son bois sont faits des meubles, des geta (les sandales en bois surélevées typiques des geishas) et des cithares (koto). | avril 1856     | Reproduction de l'estampe |
| Été       | 53       | 49       | La pagode du temple Zōjō-ji et Akabane (増上寺塔赤羽根, Zōjōjitō Akabane) | De nouveau une vue aérienne dominée par l’imposante présence de la pagode qui occupe tout le côté droit, peinte de l’habituelle couleur rouge des temples. Si la pagode était autrefois le bâtiment le plus élevé de la zone, elle est à présent entourée de gratte-ciels. Le temple Zōjō-ji, qui appartient à la secte bouddhiste Jōdo shinshū (淨土眞宗, « école véritable de la Terre pure »), a été fondé par Tokugawa Ieyasu. Il se trouve au sud-ouest de la ville, près du Tōkaidō, le chemin menant à Kyoto, de sorte qu'il attire de nombreux voyageurs. Du temps de Hiroshige, la communauté compte 3 000 moines. Au pied de la pagode coule la rivière Akabanegawa, enjambée d'un pont qui amène à une large allée jaune. Le long bâtiment en arrière-plan est la résidence du daimyo Arima du domaine de Kurume à Kyūshū, dont la haute tour de guet, la plus haute d’Edo, s’élève à l’horizon sur le côté gauche. | janvier 1857   | Reproduction de l'estampe |
| Été       | 54       | 66       | La douve Benkei de Soto-Sakurada à Kōjimachi (外桜田弁慶堀糀町, Soto-Sakurada Benkeibori Kōjimachi) | La douve, qui s'appelle maintenant Sakurada, borde les hauts murs du palais impérial. Dans le coin inférieur gauche, quelques personnes se dirigent vers le corps de garde qui apparaît au second plan, à côté d'un réservoir connu sous le nom de « fontaine de cerises » et derrière lequel se trouve la résidence du seigneur féodal Ii de Hikone (préfecture de Shiga). Il s'agit d'un des plus anciens quartiers d'Edo, ici étonnamment nostalgique et mélancolique. En haut à droite sous le cartouche rouge du titre de la série se dresse la tour de guet nouvellement construite deux mois avant cette image, après le séisme de 1855. La palette des couleurs comprend des verts et des bleus, en particulier le bleu profond de la douve qui se reflète dans le ciel, tout en haut de l’image. | mai 1856       | Reproduction de l'estampe |
| Été       | 55       | 50       | La fête de Sumiyoshi à Tsukudajima (佃しま住吉の祭, Tsukudajima Sumiyoshi no matsuri) | Cette estampe est structurée autour d’un axe vertical constitué par une longue bannière blanche portant cinq grands signes calligraphiés où se lit Sumiyoshi daimyōjin (« Grande déité Sumiyoshi »), avec d’autres signes plus petits indiquant la date : le vingt-neuvième jour du sixième mois de l’ère Ansei 4 (1857). La bannière est réalisée par la technique du gaufrage court sur une structure textile (nunomezuri). Elle est accompagnée d'un pin sur le côté gauche et d’une lanterne rouge et blanche sur la droite, tandis que dans l'arrière-plan passe la procession, dirigée par un palanquin couronné par un oiseau, un phoenix, symbole du dieu Sumiyoshi. Cette divinité était vénérée dans le village de Tsukudamura, en tant que protectrice des pêcheurs et des marins. | juillet 1857   | Reproduction de l'estampe |
| Été       | 56       | 51       | Le pont Mannenbashi à Fukagawa (深川萬年橋, Fukagawa Mannenbashi) | L’image montre de nouveau une scène encadrée par la structure d’un pont et un tonneau de bois, d'où pend une corde à laquelle est suspendue à une tortue à vendre. Cette composition fait place à un paysage formé dans sa partie centrale par la rivière Fukagawa, encombrée d’îlots de roseaux et parcourue de plusieurs bateaux. Dans le coin inférieur droit se distingue le haut d’un rameur. Dans le fond, au centre de l'image, se dresse le majestueux mont Fuji. Le symbolisme de cette scène consiste à opposer le commerce mondain représenté par la tortue à vendre à la qualité sacrée et éternelle du mont Fuji, concept qui est souligné par l'importance du pont Mannenbashi (« pont des dix mille ans »). De même, la tortue symbolisant la longévité fait écho au nom du pont. Bien que le contraste entre les deux plans soit violent, la planche reste selon Ouspenski équilibrée, typique de Hiroshige. | novembre 1857  | Reproduction de l'estampe |
| Été       | 57       | 67       | Mitsumata Wakarenofuchi (みつまたわかれの淵) | Cette image montre une bifurcation de la rivière Sumida dans une large perspective d'où se dégage comme point focal la présence du mont Fuji enveloppé de nuages gris. Cet effet est accentué par les voiles blanches des bateaux conduisant le regard vers la montagne sacrée. Le fleuve est traversé par des bateaux de pêche et des barges transportant des marchandises, tandis que dans la partie centrale apparaissent quelques joncs de grande taille. Cette zone est l’île de Nakazu, autrefois célèbre pour ses bains et ses maisons de thé, démolis en 1789 par l’application des réformes Kansei réactionnaires. Hiroshige l'a ainsi décrite dans ses Souvenirs illustrés d'Edo : « Nakazu est situé au sud du pont Shin-Ōhashi. Avant il y avait des maisons de thé ici et tout le monde parlait de la vie trépidante qui y régnait. Aujourd'hui, cette île est devenue une zone humide, particulièrement belle quand elle est enneigée. » | février 1858   | Reproduction de l'estampe |
| Été       | 58       | 52       | Averse sur le pont Shin-Ōhashi à Atake (大はしあたけの夕立, Ōhashi atake no yūdachi) | C'est l'une des estampes les plus célèbres de la série ainsi qu’en témoigne la copie qu’en a faite Vincent van Gogh en 1887. Construit en 1693, le pont Shin-Ōhashi (« nouveau grand pont »), a souvent été endommagé par les incendies et les inondations, et reconstruit d'ailleurs vingt fois pendant les cinquante premières années de son existence. La partie inférieure est occupée par la présence du pont Shin-Ōhashi, dont est représentée la courbe de sa section centrale, où passent plusieurs piétons surpris par l'averse, s'abritant comme ils peuvent. La large surface de la Sumida-gawa est coupée par un radeau en bois tandis que le bord inférieur, correspondant à la zone portuaire d’Atake, n’est qu’esquissé dans la pénombre. La ligne d'horizon est à la baisse en face du pont et part vers le haut, formant une composition triangulaire avec deux diagonales qui se rencontrent. Le point culminant de l'image est le magistral effet atmosphérique atteint avec les fines lignes de pluie qui traversent toute l'image dans un grand effet vertical qui accentue la violence de la tempête. Les dégradés de nuages noirs diffèrent librement d'une impression à l'autre à la guise de l'éditeur et certaines versions présentent deux autres radeaux de flottage en gris, le long de la berge opposée. | septembre 1857 | Reproduction de l'estampe |
| Été       | 59       | 53       | Le pont de Ryōgoku et la grande berge (両国橋大川ばた, Ryōgokubashi Ōkawabata) | L'imposante structure du pont domine la partie centrale densément parcourue par une foule de piétons. Le pont Ryōgoku (« deux pays », ainsi appelé parce qu'il unit les provinces de Shimōsa et de Musashi) a été construit en 1660, et mesure 160 m, ce qui en fait le plus long pont de son temps au Japon. C’est le plus ancien pont au-dessus de la rivière Sumida, de sorte qu'il s’est d’abord appelé Ohashi (« grand pont »). Quand par la suite un nouveau pont — celui qui figure sur l’image précédente — est construit en 1693, le nom de Shin-Ohashi lui est donné (« nouveau grand pont »). Le large fleuve est traversé par de nombreux bateaux et autres embarcations, tandis que sur la rive correspondant à la partie inférieure de l'image se trouvent plusieurs salons de thé et lieux de divertissement, les deux côtés de la rivière formant une composition en forme de Z avec le pont. | août 1856      | Reproduction de l'estampe |
| Été       | 60       | 68       | Les rivières Asakusa-gawa et Miyato-gawa et la grande berge (浅草川大川端宮戸川, Asakusagawa Ōkawabata Miyatogawa) | La verticalité prononcée de l'image est mise en évidence par l'ampleur du ciel et du paysage réduit à une bande en bas, tandis que le côté gauche est occupé à nouveau au premier plan par un grand mât recouvert de papiers blancs et rouges, à l’occasion du pèlerinage au mont Ōyama dans la préfecture de Kanagawa à 60 km au sud d'Edo. La montagne s’ouvre aux pèlerins le 27 du sixième mois, après l'exécution avant le départ d'une cérémonie de purification dans la rivière Sumida, sous le pont Ryōgoku, comme le montre l’image. Dans le coin inférieur gauche apparaissent les têtes de plusieurs pèlerins, couvertes par un morceau de tissu blanc et bleu, tandis que, sur le côté droit un autre chaland transporte de nouveaux passagers emmenés par un ascète des montagnes (yamabushi) jouant d’un coquillage. Le retour des pèlerins de la montagne est montré sur l’estampe no 76. Ce tronçon de la rivière Sumida a reçu un autre titre dans les tirages ultérieurs : Bateaux près de Ryōgoku avec une vue d'Asakusa au loin (Enkei Ryōgoku senchū Asakusa), plus d'actualité. | juillet 1857   | Reproduction de l'estampe |
| Été       | 61       | 54       | Le « pin du succès » et Oumayagashi sur la rivière Asakusa (浅草川首尾の松御厩河岸, Asakusagawa shubi no matsu Oumayagashi)                                                                                           | Le Shubi no matsu (« pin de la réussite ») du titre se trouve sur un quai de la rivière Sumida près du magasin de riz dans le quartier d'Asakusa. Ici se retrouvent les couples d’amoureux, comme le souligne l’ambiance nocturne de cette image. Sur le côté gauche apparaît hésitant le transbordeur d’Oumayagashi qui relie Asakusa au quartier des plaisirs de Shin Yoshiwara, et dont le volet fermé masque peut-être une forme féminine qui se rend à une rencontre. Au-dessus du bateau, les branches de pin semblent suspendues jusqu’au centre de l’image, tandis que la clôture de bambou sur la gauche dérobe au regard un bateau de plaisance (yanebune). Le crépuscule s’installe à l'horizon tandis que le ciel du soir commence à se piquer d’étoiles, donnant à l'ensemble une atmosphère très romantique. Les souvenirs illustrés d'Edo de Hiroshige contiennent une image miroir de cette vue avec une femme se tenant debout dans le bateau. | août 1856      | Reproduction de l'estampe |
| Été       | 62       | 55       | Le pavillon Komakata-dō et le pont Azumabashi (駒形堂吾嬬橋, Komakatadō Azumabashi) | Dans le coin inférieur gauche apparaît une projection du toit du temple Komakata-dō. À l’époque, il héberge une image du bodhisattva Kannon à tête de cheval (Bato Kannon). Légèrement à droite de ce panorama se dresse un grand mât arborant un drapeau rouge, sans doute celui d'un commerce lié aux produits cosmétiques. Au fond, la rivière Sumida s’élargit avec pour fond le quartier d'Asakusa et le pont Azumabashi, à gauche au-dessus du toit du temple. Le temps est couvert et il semble bruiner tandis qu'un petit coucou traverse rapidement le ciel. Le rapprochement de l'oiseau et du temple se réfère à un célèbre poème d'amour du théâtre kabuki. La courtisane Takao (1640-1659), amante du daimyo Date Tsunamune du domaine de Sendai, se consume d’amour en récitant ces vers : « Es-tu près de Komakata maintenant mon amour ? Entends le pleur du coucou ! » (Kimi wa ima, Komakata atari, Hototogisu). | janvier 1857   | Reproduction de l'estampe |
| Été       | 63       | 69       | La rivière Ayase-gawa Kanegafuchi (綾瀬川鐘か淵, Ayasegawa Kanegafuchi) | Scène bucolique dont le sujet principal est une branche de mimosa aux fleurs roses en forme d’éventail. Dans la partie inférieure, un radeau longe quelques roseaux de la Sumida en direction de la rivière Ayase-gawa, un affluent de la Sumida qui se présente du côté opposé. Le ciel montre la gradation habituelle des couleurs en bokashi, autre exemple de la maîtrise du chromatisme et de l'interprétation des éléments par l'artiste. Cette scène se situe dans l'endroit le plus au nord de la Suma-gawa représenté dans cette série. | juillet 1857   | Reproduction de l'estampe |
| Été       | 64       | 56       | Le jardin d'iris de Horikiri (堀切の花菖蒲, Horikiri no hanashōbu) | Comme l’indique le titre, la partie supérieure du premier plan offre une vue saisissante de quelques iris dont les magnifiques fleurs s’offrent au ciel ouvert. Il s’agit de l’espèce shōbu floreciente, apportée pour la première fois en Europe en 1712 par Engelbert Kaempfer, ce pour quoi elle est appelée iris kaempferi. Cette fleur a connu un grand succès au cours de la période art nouveau, servant d'élément décoratif dans nombre d’œuvres ornementales modernistes. Au Japon, cette fleur est associée à la beauté féminine, ce qui transparaît dans l'image des femmes vues en plan moyen, d’une façon qui n’est pas sans rappeler une forme de voyeurisme. | mai 1857       | Reproduction de l'estampe |
| Été       | 65       | 57       | À l'intérieur du sanctuaire Kameido Tenjin (亀戸天神境内, Kameidō Tenjin keidai) | Cette image est l'une des plus connues de la série, celle qui a connu la plus grande reconnaissance en Europe, en particulier parmi les impressionnistes, dont Claude Monet qui s’est inspiré de cette image pour concevoir son jardin de Giverny. Elle présente de nouveau une grande composition verticale, où le premier plan est occupé dans sa partie supérieure par une glycine pourpre en fleurs tombant comme une cascade, à travers laquelle apparaît à l'arrière-plan un paysage dominé par un pont à la courbure plus prononcée qu'en réalité. Il s'agit d'un taikobashi (pont-tambour), un type de pont originaire de Chine, auquel le reflet dans l'eau devrait donner la forme d'un tambour, effet qu’Hiroshige n’a pas réalisé sur cette planche. Sa portée est mise en évidence par les pointes de cuivre (gibōshi) au niveau des pôles du pont, pointes d’ordinaire réservées aux ponts de haut niveau, tels que Nihonbashi et Kyobashi. Le sanctuaire Kameido Tenjin, qui n'apparaît pas dans l'image malgré le titre de l’estampe, a été construit en 1660 pour inciter le repeuplement des terres à l’est de la Sumida-gawa. Au moment du tirage de l’image, l’artiste a commis une erreur perceptible en poursuivant le bleu de la rivière au-delà de l'horizon dans la zone située sous le pont. | juillet 1856   | Reproduction de l'estampe |
| Été       | 66       | 70       | Le pavillon Sazai-dō au temple des cinq cents Rakan (五百羅漢さゞゐ堂, Gohyaku Rakan Sazaidō) | De nouveau une composition verticale en vue plongeante où le premier élément qui apparaît à droite de l’image est le pavillon Sazai-dō à trois niveaux d’une teinte jaune vif, et dont le balcon supérieur permet à plusieurs visiteurs d’admirer le paysage. En fait, ce bâtiment s’appelle Sansō-dō (« pavillon des trois pèlerinages »), car visiter chaque étage est une action réputée aussi salvatrice qu'effectuer trois pèlerinages. Il a été construit en 1741 dans le cadre du temple des cinq cents rakan, figurant le saint bouddhiste libéré du cycle des renaissances. Cette zone est un des faubourgs d’Edo, intégré à la ville après la construction des ponts Ryōgoku et Shin-Ōhash. Devant le temple s’étend une grande prairie verte tandis qu’au fond se trouvent plusieurs maisons en bois et les magasins qui bordent le canal Tate-gawa. | août 1857      | Reproduction de l'estampe |
| Été       | 67       | 58       | Le transbordeur de Sakasai (逆井のわたし, Sasakai no watashi) | La composition est dominée par la rivière Naka-gawa (« rivière du milieu ») aux teintes variées de bleu, la teinte la plus sombre au centre qui correspond à la plus grande profondeur et une teinte bleu vert dans la partie inférieure, le long des berges où poussent les roseaux. Des hérons d’un blanc limpide et sans pigments (karazuri) vivent sur ce côté de la rivière. Plus haut, sur la rive opposée, se trouvent une zone boisée à gauche et un petit village à droite qui est l’escale du transbordeur que mentionne le titre de l’estampe. Au fond apparaît la montagne de la péninsule de Chiba, à l'est d'Edo, enveloppée de brouillard, sous un ciel blanc et rouge. | février 1857   | Reproduction de l'estampe |
| Été       | 68       | 59       | Le jardin ouvert du sanctuaire Hachiman de Fukagawa (深川八まん山ひらき, Fukagawa Hachiman yamahiraki) | Cette estampe met en valeur la diversité des couleurs et des contrastes chromatiques des éléments naturels, en particulier l’intense couleur rouge des azalées et le rose de cerisiers en fleurs — image qui est cependant anachronique, puisque les azalées et les cerisiers fleurissent à plus d'un mois d'intervalle. La couleur des arbres contraste avec le vert des champs et le bleu de la rivière qui serpente vers le bas, enjambée de plusieurs ponts. De petits personnages se promènent le long de la rivière tandis qu’au fond se trouve l'une des cinquante-huit collines artificielles qui imitent le mont Fuji (appelées fujizuka) dans la région d'Edo. Ces monts Fuji miniatures mesurent entre un et dix mètres de haut. Toutes les curiosités du site (floraison ou festivités) rendues sur cette estampe avaient en réalité lieu à divers moments de l'année, ce qu'un Japonais peut reconnaître aussitôt. | août 1857      | Reproduction de l'estampe |
| Été       | 69       | 71       | Le pavillon Sanjūsangen-dō à Fukagawa (深川三十三間堂, Fukagawa Sanjusangendō) | Ce pavillon a été construit comme une réplique du temple de Sanjūsangen-dō à Kyoto (1266), célèbre pour ses 1 001 statues de Kannon. Il a été construit en 1642 dans le quartier Fukagawa, et avec ses 120 m de long c’est l'une des plus grandes structures de la ville. Indépendamment d'être un lieu sacré, sa longueur est utilisée pour la pratique du tir à l'arc. Cependant, le bâtiment a été détruit en 1870 au cours de la persécution du bouddhisme (shinbutsu bunri) durant l’ère Meiji. L'image ne montre qu’à peine la moitié du bâtiment, qui traverse en diagonale la scène, donnant une idée de ses énormes dimensions. Plusieurs piétons marchent des deux côtés du pavillon, délimité par la rivière dans la partie supérieure où se trouve un magasin de bois du dépôt de Kiba, dont les planches sont tout juste esquissées à la surface de l’eau bleue. | août 1857      | Reproduction de l'estampe |
| Été       | 70       | 60       | Embouchure de la rivière Naka-gawa (中川口, Nakagawaguchi) | Le sujet principal de la planche est la rivière qui domine la composition selon son axe vertical et dans sa partie centrale. La Naka-gawa est le plan d’eau horizontal qui conduit à droite dans la baie d'Edo, en dehors de l'image. Plusieurs bateaux de pêche, des radeaux de bois et des embarcations avec passagers se croisent sur la rivière. Dans la partie inférieure, là où naviguent les deux barques de passagers, coule le canal Onagi-gawa où se trouve un poste de contrôle militaire. À l'extrême opposé se trouve le canal Shinkawa, avec des bateaux couverts de paille et transportant du sel produit dans le voisinage. Ce canal se perd au loin dans un épais brouillard blanc en gradation ichimonji bokashi. | février 1857   | Reproduction de l'estampe |
| Été       | 71       | 61       | Pins dispersés sur la rivière Tone-gawa (利根川ばらばらま, Tonegawa barabarama) | Cette planche permet une nouvelle fois d’apprécier l’exceptionnelle conception de la composition de l'artiste, montrant un paysage à travers un filet de pêche qui occupe le côté droit, créant l'illusion de « participer » à la scène. L'inconsistance apparente d'un paysage fluvial sans beaucoup de charme est ainsi mise en valeur par un point de vue original et une scène de vie quotidienne inattendue à Edo, l'une des caractéristiques du style tardif de Hiroshige et de la série des Cent vues en particulier. Derrière le filet, l'image se compose de deux zones séparées horizontalement par la frange de l'horizon, avec la rivière et une zone de roseaux dans le coin inférieur gauche, et le ciel au-dessus, dans la gradation habituelle entre le noir et le bleu, traversé par le vol de deux hérons. Au centre de l’image, partiellement couvert par le filet, figure un grand bateau à voiles, pêchant peut-être les carpes de la rivière Tone, réputées pour leur qualité. | août 1856      | Reproduction de l'estampe |
| Été       | 72       | 72       | Le transbordeur à Haneda et le sanctuaire de Benten (はねたのわたし弁天の社, Haneda no watashi Benten no yashiro) | De nouveau une approche inhabituelle qui présente le paysage encadré par la silhouette d'un rameur, dont seuls les jambes et les bras sont visibles sur le côté gauche, « de manière que le paysage entier, comme opprimé par cette gigantesque présence, paraît repoussé tout à fait au lointain ». Cette estampe a été critiquée, surtout en Occident, pour sa conception hors du commun : Basil Stewart, auteur de Subjects Portrayed in Japanese Colour-Prints (1922) pense que c'est un signe de « sénilité précoce » de l'artiste, tandis que l'historien d'art japonais Minoru Uchida, parle d’« erreur absolue ». Pour Seiichiro Takahashi en revanche, c’est une « preuve du génie extraordinaire de Hiroshige », le but recherché étant bien d'inciter au rire. La perspective met le spectateur à la place du passager du bateau, dont on aperçoit un morceau d’ombrelle dans le coin inférieur droit. Dans le fond, à gauche se trouve le sanctuaire de Benten, une divinité protectrice des eaux, tandis qu’au centre se trouve un phare. Ce sanctuaire a été démoli après la Seconde Guerre mondiale pour construire l’aéroport international de Tokyo, tandis qu’a été conservé un torii sacré. | août 1856      | Reproduction de l'estampe |
| Automne   | 73       | 73       | La ville en fleurs, le festival de Tanabata (市中繁栄七夕祭, Shichū han'ei Tanabata matsuri) | Cette estampe commence la série de l’automne, bien que la fête dépeinte soit typique des chaudes journées d'été. Le festival Tanabata est l’une des cinq fêtes officielles de la saison de l’année (gosekku). Cette fois, l'auteur offre une perspective vue de sa propre maison : la partie inférieure est occupée par plusieurs toits des maisons du quartier Minami Denma-chō. Au second plan apparaît à droite la tour de pompiers du district de Yayosu que son père, qui en occupait la charge, a léguée à Hiroshige, qui, à son tour, l’a léguée à son fils. Peut-être est-ce ce qui explique l'absence d'allusion personnelle dans le titre du lieu représenté, une occurrence unique dans toute la série. Plus au fond à droite se trouvent plusieurs bâtiments du palais du shogun, tandis qu’à l'arrière-plan se dresse la grande masse du mont Fuji. Au-dessus des toits et s'élevant dans le ciel figurent de nombreuses banderoles et arrangements de fleurs de la fête. Sur les mats de bambou sont suspendus des objets tels que du papier, des serpentins, un filet de pêche, une courge, un verre de saké ou même un poisson et une tranche de pastèque. Ces objets flottent au vent, ce qui est peut-être une indication de la proximité de l’automne. | juillet 1857   | Reproduction de l'estampe |
| Automne   | 74       | 74       | Les boutiques de soie à Ōdenma-chō (大伝馬町ごふく店, Ōdenma-chō gofukudana) | Cette planche présente des personnages en procession, vêtus d’habits de fête et de cérémonie. C’est l’une des quelques estampes où les personnages occupent une place centrale dans la composition, par contraste avec les habituelles petites figures intégrées dans le paysage. Malgré leur accoutrement de samouraï, consistant en un pantalon et une veste du même dessin (kamishimo) plus une robe kosode en dessous, ce sont des charpentiers, qui célèbrent la fermeture de l’eau d’un bâtiment en raison du séisme de 1855. Les charpentiers ont beaucoup de travail à cette époque. Ici, ces fêtards sont manifestement ivres, ce que l’artiste traduit magistralement dans leurs visages, montrant son sens de l'humour et de l'exploration psychologique. À l'arrière-plan apparaît le commerce de soie Daimaru, avec une alternance de rideaux noirs et rouges portant la calligraphie du nom de la boutique à côté du nom de son fondateur, Shimomura Hikouemon. | juillet 1857   | Reproduction de l'estampe |
| Automne   | 75       | 75       | Le quartier des teinturiers à Kanda (神田紺屋町, Kanda konya-chō) | De nouveau une grande composition verticale qui montre le parti que l’artiste sait tirer du format ōban. L’image représente quelques grandes toiles accrochées pour sécher par les teinturiers du quartier de Kanda, réputé pour la qualité de ses tissus. Sur la gauche, les deux côtés des toiles sont colorés en brun et indigo, avec des dessins de damiers et de fleurs destinés aux yukata. Au centre, de longues lanières de tissus de couleur blanche et bleue sont destinées à être découpées pour former des bandeaux. Les deux bandes blanches au premier plan portent le signe « poisson » (sakana), possible allusion au nom de famille de l'éditeur, Sakanaya Eikichi, tandis que les deux autres derrière montrent le monogramme d’Hiroshige, constitué de la syllabe hi insérée dans un losange ro. À l’arrière-plan apparaissent le palais du shogun et le mont Fuji. Katsushika Hokusai a déjà réalisé une composition semblable à celle-ci dans sa série les Cent vues du mont Fuji, aussi cette image est-elle sûrement composée par Hiroshige en hommage au maître de l’ukiyo-e. | novembre 1857  | Reproduction de l'estampe |
| Automne   | 76       | 76       | Le quai de Bambou près du pont de Kyōbashi (京橋竹がし, Kyōbashi Takegashi) | Dans une vue nocturne dominée par la pleine lune qui apparaît derrière le cartouche du titre, la silhouette imposante du pont Kyōbashi crée la perspective au premier plan derrière lequel se dresse un haut mur de bambou appartenant aux docks Takegashi, dressé ainsi afin de sécher le bois. Sur le côté droit du pont passe une procession de pèlerins portant pour certains une lanterne, tandis que d’autres piétons circulent dans les deux sens. Les gibōshi (décorations ornementales) métalliques au milieu de la courbure du pont indiquent qu’il s’agit d’un pont important. Les pèlerins revenant du mont Ōyama (voir planche 60) portent une lampe rouge sur laquelle sont inscrits les caractères hori (« garder ») et take (« bambou »). Cette estampe a inspiré à James Abbott McNeill Whistler son tableau Nocturne en bleu et or - le Vieux Pont de Battersea (1872-1875). | décembre 1857  | Reproduction de l'estampe |
| Automne   | 77       | 77       | Le pont d'Inaribashi et le sanctuaire Minato-jinja à Teppōzu (鉄砲洲稲荷橋湊神社, Teppōzu Inaribashi Minato jinja) | La composition de l'estampe est structurée par les mâts d'un navire cargo au premier plan, autre exemple du « sensationnalisme » recherché par l'artiste tout au long de la série. L’image est ainsi divisée en trois bandes verticales dans la partie inférieure desquelles apparaît la rivière (il s’agit du canal Hatchobori) chargée de bateaux de marchandises et de passagers, tandis que le plan médian est occupé par la courbure du pont Inaribashi. Ce dernier conduit du côté gauche à une porte rouge correspondant au sanctuaire Minato-jinja et du côté droit aux maisons blanches des entrepôts portuaires. La baie d’Edo est peu profonde de sorte que les bateaux restent ancrés à distance et que les marchandises en sont débarquées puis stockées dans des hangars. Enfin, se dresse à l'horizon la silhouette familière du mont Fuji. | février 1857   | Reproduction de l'estampe |
| Automne   | 78       | 78       | Teppōzu et le temple de Tsukiji Monzeki (鉄砲洲築地門跡, Teppōzu Tsukiji Monzeki) | La partie inférieure de ce large panorama est occupée par les voiles de navires marchands, puis au centre de l’image, plusieurs bateaux de pêche et enfin un village sur la rive opposée de la rivière. Au fond du panorama se trouve le toit impressionnant du Nishi-Hongan-ji de la secte bouddhiste Jōdo-shinshū, affilié au temple homonyme de Kyoto. Fondé en 1617 dans le quartier de Hamacho au sud d’Asakusa, le temple est transféré dans le quartier de Tsukiji (littéralement « terre-plein ») après le grand incendie de Meireki de 1657, où il prend le nom de Monzeki Tsukiji. Quand la planche est créée, le temple est en reconstruction après avoir été détruit par une tempête en 1854, mais l'artiste choisit de le rendre dans sa forme idéale, en accord avec la notion de meisho (« vue célèbre ») qui imprègne toute la série. Comme l'estampe 79, celle-ci porte un titre différent de la série : Suppléments divertissants aux Cent fameuses vues d'Edo (Edo hyakkei yokyō). Probablement Hiroshige veut-il mettre fin à cette série après avoir déjà produit 110 estampes. Mais devant le succès de la série auprès du public et sur l’insistance de son éditeur, il reprend le titre original. | juillet 1858   | Reproduction de l'estampe |
| Automne   | 79       | 79       | Le sanctuaire Shiba Shinmei et temple Zōjō-ji (芝神明増上寺, Shiba Shinmei Zōjōji) | Cette image montre un groupe de touristes venus de la campagne pour voir la capitale, précédés par un guide qui leur ouvre le chemin. L'artiste montre une nouvelle fois son talent pour le rendu de la physionomie et de la personnalité des personnages, ainsi que la caractérisation psychologique des figures. Derrière eux, un groupe de moines portant des chapeaux de paille vont également visiter le temple. Le temple Zōjō-ji appartient à la secte de la Terre pure et constitue le panthéon du clan Tokugawa. À droite se trouve le sanctuaire Shiba Shinmei avec ses entrelacs (chigi) et ses poutres transversales (katsuogi). Il a été construit au XIe siècle dans le style archaïque du sanctuaire d’Ise original. Les faces réjouies, presque caricaturales des paysannes contrastant avec le groupe de moines novices sont inhabituelles dans cette série : la planche agit comme une sorte d'interlude. | juillet 1858   | Reproduction de l'estampe |
| Automne   | 80       | 80       | Le pont de Kanasugi et Shibaura (金杉橋芝浦, Kanasugibashi Shibaura) | Nouvel exemple d'un paysage vu à travers divers éléments figurant au premier plan, une des caractéristiques principales de la série. Il s'y trouve plusieurs bannières portées par une procession de pèlerins traversant le pont Kanasugi à l'embouchure du fleuve Furukawa. Les inscriptions révèlent qu’il s’agit de membres de la secte bouddhiste Nichiren dont le symbole est une fleur d’oranger insérée dans un carré (izutsu tachibana). Le groupe, très compact, se distingue par les ombrelles dans le coin inférieur gauche au-dessus desquels flottent quelques toiles blanches et brunes avec l'inscription Uoei, référence à l’éditeur Uoya Eikichi, autre nom de Sakanaya Eikichi. La longue banderole rouge porte l’inscription Namu Myōhō Rengekyō (« Hommage au Sūtra du Lotus de la Loi merveilleuse »). La procession se rend ou revient du temple Honmon-ji dans le quartier d'Ikegami où est mort le fondateur de l'école, Nichiren (1222-1282),. | juillet 1857   | Reproduction de l'estampe |
| Automne   | 81       | 81       | Ushimachi à Takanawa (高輪うしまち, Takanawa ushimachi) | Basée sur une composition par opposition de plans, l’image présente au premier plan à droite la moitié de la roue et le timon d’une voiture en référence au quartier voisin d’Ushimachi (« quartier du bœuf »). Le nom date de 1634, quand ont été amenés à Edo de nombreux bœufs destinés à servir à la construction du temple de la famille Tokugawa, le Zōjō-ji. Takanawa est la porte sud d'Edo qui conduit à Kyoto par la route du Tōkaidō. Derrière la roue se trouve la baie d’Edo avec ses voiliers et ses terre-pleins daiba construits comme mesure défensive en 1853 et 1855, après l'arrivée de la flotte des États-Unis, menée par le commodore Perry. Au pied de la roue se trouvent deux chiens et quelques déchets dont une tranche de pastèque et une sandale en paille que grignote un des chiens. Le ciel est traversé d’un arc-en-ciel qui croise le timon de la voiture. Ainsi, la roue comme l’arc-en-ciel font-ils allusion à Takanawa, qui signifie « roue haute ». | avril 1857     | Reproduction de l'estampe |
| Automne   | 82       | 82       | Contemplation de la Lune (月の岬, Tsuki no Misaki) | Nouvelle image baignée de la douce lumière nocturne de la lune qui apparaît coupée par le balcon et traversée d’une volée d'oiseaux. C'est le quartier de Shinagawa, que montre également la planche suivante. Par les portes coulissantes fusuma apparaît une chambre qui donne sur une magnifique vue de la baie d'Edo où sont ancrés nombre de voiliers. Les fortifications qui devraient être visibles dans la baie disparaissent ici pour ne pas rompre l'harmonie de la scène. Sur le tatami vert, les vestiges d'un dîner, wasabi et sashimis sur un plateau de laque rouge, une coupe de saké, une serviette, une lampe et un ventilateur. Des deux côtés se devinent deux silhouettes : à droite, une geisha vient de laisser le shamisen au sol, à gauche, une courtisane qui se dévêt pour aller dormir. L’image présente une séquence chronologique : de droite à gauche — comme se fait la lecture en japonais — le dîner est terminé, la lune est apparue et le personnage s’apprête à dormir. Il se crée une ambiance lyrique et sereine évoquant le calme et le bonheur qui transcendent la mondanité de cette scène de vie quotidienne. Faisant abstraction de tous détails concrets, Hiroshige crée une « image généralisée » des maisons de thé de Shinagawa. | août 1857      | Reproduction de l'estampe |
| Automne   | 83       | 83       | Langue de terre à Shinagawa Susaki (品川すさき) | Ce large panorama aérien montre la baie d’Edo vue depuis le quartier de Shinagawa, tout comme l’estampe précédente, que l’on retrouve sans doute dans le coin inférieur gauche éclairé par la lumière de la lune. Au bas de l’image coule la rivière Meguro, enjambée par un pont qui mène au terrain donnant son nom à cette planche, où est situé le sanctuaire Benten, dont le bâtiment principal est clairement illuminé et accessible par un torii rouge. Benten est l'abréviation de Benzaiten (Sarasvatī en sanskrit), divinité bouddhiste des rivières et des lacs ainsi que de la chance en affaires. D'autres sanctuaires de Benten apparaissent dans les planches 72, 87, 88 et 117. Sur la petite péninsule, on observe plusieurs navires qui transitent par la paisible baie d’Edo dont les eaux limpides laissent transparaître le grain du bois utilisé pour la gravure. Le ciel, traversé de volées d’oiseaux, suggère un soleil couchant. | avril 1857     | Reproduction de l'estampe |
| Automne   | 84       | 84       | La maison de thé « de pépé » à Meguro (目黒爺々が茶屋, Meguro jijigachaya) | L'image montre plusieurs voyageurs s'étant arrêtés à un point de repos entre deux collines de pins sur la route qui traverse la région de Meguro, où se trouve une petite maison de thé mentionnée dans le titre. Au centre s'ouvre une large vallée qui servait autrefois de terrain pour la pratique de la fauconnerie, réservée au shogun. Meguro est à présent un quartier au sud de Tokyo. Au fond apparaît le mont Fuji derrière d’autres montagnes qui s'élèvent au-dessus de la brume, tandis que des silhouettes de pins occupent toute la partie gauche du ciel. Ce paysage était très prisé par les artistes japonais, figurant notamment dans une gravure que réalise Shiba Kokan à la fin du XVIIIe siècle en utilisant la perspective occidentale. | avril 1857     | Reproduction de l'estampe |
| Automne   | 85       | 85       | La colline Kinokuni et vue distante d'Akasaka et de l'étang de Tameike (紀ノ国坂赤坂溜池遠景, Kinokunizaka Akasaka Tameike enkei)                                                                                     | Le motif principal de l’estampe est constitué d’une procession de samouraïs qui montent la colline de Kinokunizaka, le long de la douve qui entoure le palais impérial. Sur la veste du meneur est imprimé le symbole du lys (shobu), qui peut également se lire « le respect de l'esprit guerrier ». Des personnages émane une froideur martiale, tandis que leurs attitudes sont un peu caricaturales. À l'arrière-plan se trouve un quartier densément peuplé habité par la classe bourgeoise urbaine (chōnin), composée d'artisans, d’ouvriers et de commerçants. Le contraste entre ces deux classes sociales est paradigmatique de la société nippone de l’époque : les classes inférieures représentent plus de la moitié de la population de Edo (entre 1,5 et 2 millions d'habitants), mais occupent seulement 20 % la surface habitable. | septembre 1857 | Reproduction de l'estampe |
| Automne   | 86       | 86       | Naitō Shinjuku à Yotsuya (四ッ谷内藤新宿, Yotsuya Naitō Shinjuku) | Nouvel exemple de la recherche d'originalité dans la composition, l'artiste montre ici la scène à travers les jambes de chevaux dont les déjections à même le sol paraissent sans aucun doute tout à fait vulgaires à l'époque. On voit à l'arrière-plan une rue commerçante animée de Shinjuku (« nouvelle station postale »), lieu habituel de prostitution et première étape de la route Kōshū Kaidō qui mène à Shimosuwa (préfecture de Nagano). Hiroshige fait sans doute allusion à la citation : « fleurs croissant sur le crottin de cheval à Yotsuya » extraite du livre Le Rêve splendide de Maître Kinkin (Kinkin-sensei eiga no yume, 1775), référence aux prostituées de Shinjuku. | novembre 1857  | Reproduction de l'estampe |
| Automne   | 87       | 87       | Le sanctuaire de Benten à l'étang d'Inokashira no ike (井の頭の池弁天の社, Inokashira no ike Benten no yashiro) | Cette perspective aérienne présente une vue d'ensemble de l’étang Inokashira no ike, d'où l'aqueduc Kanda transporte l'eau à la ville. Dans la partie inférieure gauche se trouve une île qui abrite le sanctuaire Benten, divinité protectrice des eaux, déjà rencontrée sur les estampes 72 et 83. Ce sanctuaire a été fondé en 1197 par le seigneur de guerre Minamoto no Yoritomo, tandis que la statue principale est l’œuvre de Saicho Daishi, fondateur de l'école bouddhiste Tendai. La partie centrale montre une île dont les rives sont couvertes de roseaux tandis qu’à l'arrière-plan, une forêt et une montagne émergent de la brume. Au-dessus de l'étang volent plusieurs hérons. De toute la série, ce site, situé à l'ouest d'Edo, représente le point le plus éloigné de la ville. | avril 1856     | Reproduction de l'estampe |
| Automne   | 88       | 88       | La rivière Takino-gawa à Ōji (王子滝の川, Ōji Takinogawa) | C'est une image typique de l'automne que soulignent les feuilles rouges des érables. Si l'attraction principale dans les paysages de printemps est la contemplation des cerisiers en fleurs, en automne, ce sont les érables qui attirent de nombreux visiteurs, en particulier dans la région d'Oji, où nombre de ces arbres ont été plantés par le shogun Tokugawa Yoshimune au début des années 1730. La couleur brun rougeâtre de ces arbres est réalisée avec des pigments tan, obtenus à partir de plomb ou d’oxyde de fer. De nouveau une vue aérienne dont le sujet principal est une haute colline entourée de la rivière Shakujii-gawa, nommée Takino-gawa (« rivière des cascades ») dans le titre de cette estampe pour ses nombreuses chutes d’eau, telle que celle qui est représentée à droite. Tout à fait en bas de l’image se trouve une petite île avec une pergola où quelques baigneurs font leurs ablutions. Non loin de là, on distingue l’arc d’un torii qui indique l’accès d’un sanctuaire situé dans une grotte dédiée à Benzaiten (déesse des eaux) et qui dépend du sanctuaire Matsubashi-Benten dont les toits sont visibles en haut à droite de l’image, sur la colline couronnée de pins. La rivière est enjambée par un pont qui vient du Nakasendō, route menant à Kyoto, et où se trouvent le sanctuaire Oji-Gongen et le temple Kinrin-ji. Passé le pont, un chemin mène à quelques maisons de thé situées entre les arbres. | avril 1856     | Reproduction de l'estampe |
| Automne   | 89       | 89       | Le « pin de la Lune » à Ueno (上野山内月のまつ, Ueno sannai Tsuki no matsu) | Ce pin — déjà vu sur la onzième estampe — tient son nom de la forme inhabituelle d'une de ses branches, courbée en un cercle presque parfait. Les Japonais aiment à donner des noms à des arbres singuliers ou à la signification particulière, comme le montrent les planches 26, 61 et 110. Une fois encore, la composition est structurée à partir d'un premier plan agrandi qui guide l’œil vers le paysage, ici l’étang Shinobazu no ike et à l'arrière un quartier appartenant au puissant daimyo Maeda, seigneur de Kaga (préfecture d'Ishikawa), de nos jours occupé par l’université de Tokyo. Plus près de l'observateur, dans le coin en bas à droite, se trouvent plusieurs bâtiments parmi lesquels s’élève de nouveau un sanctuaire de couleur rouge dédié à Benten, sur une île construite à l'image de l'île de Chikubushima au nord-est de Kyoto. | août 1857      | Reproduction de l'estampe |
| Automne   | 90       | 90       | Vue nocturne du quartier de Sarukawa-machi (猿わか町よるの景, Saruwaka-machi yoru no kei) | Pour cette vue nocturne, Hiroshige utilise une perspective plus occidentale afin de suggérer la profondeur de la rue représentée, avec un point de fuite sur la gauche et légèrement incliné par rapport au centre de l’image. La rue, principalement occupée par des théâtres de marionnettes, de kabuki et bunraku, est parcourue par de nombreux passants dont les ombres sont bien visibles au clair de lune. Après l'incendie de 1841, les théâtres sont regroupés dans le quartier Saruwaka-machi. Les établissements officiels sont indiqués par une yagura, la structure qui apparaît sur certains toits. À cette heure, la plupart des théâtres sont fermés à l’exception du théâtre Morita d'où s'échappe de la lumière à gauche, et qui vient juste d’ouvrir après un incendie en 1855. À partir de 1830, Hiroshige étudie de façon approfondie les effets de la lumière et l'atmosphère des images de nuit, comme dans sa série Silhouettes improvisées (Sokkyo kageboshi zukushi) et son triptyque Clair de lune sur Kanazawa de la série Neige et lune. | septembre 1856 | Reproduction de l'estampe |
| Automne   | 91       | 91       | À l'intérieur du sanctuaire Akiba à Ukeji (請地秋葉の境内, Ukechi Akiba no keinai) | Cette vue aérienne montre l’étang du beau jardin du sanctuaire d’Akiba dont les divinités protègent des incendies. La planche met en valeur les feuilles d’érable aux couleurs orange et ocre reflétées par l'eau. Dans le coin inférieur gauche se trouve un pavillon de thé sur la terrasse duquel un moine peint le paysage qu'il a devant lui. Il s’agit peut-être d’un autoportrait de Hiroshige, selon l’historien d’art Henry D. Smith. Dans ce cas, la femme à ses côtés est son épouse, Yasu, accompagnée de sa fille Tatsu. Cette hypothèse est corroborée par la relation spéciale qui existe entre la famille et le sanctuaire Akiba où Hiroshige III, le dernier disciple de l'artiste et l'époux de sa fille Tatsu, a posé une plaque commémorative à l’occasion du 25e anniversaire de la mort du maître. | août 1857      | Reproduction de l'estampe |
| Automne   | 92       | 92       | Le temple Mokubō-ji et champs maraîchers dans la baie d'Uchigawa (木母寺内川御前栽畑, Mokubōji Uchigawa Gozensaibata)                                                                                                 | La baie d’Uchigawa fait partie de la Sumida, principale rivière de la ville. Dans les terres se trouve le temple Mokubō-ji, créé au Xe siècle comme tertre funéraire d'un jeune seigneur nommé Umewaka, protagoniste d'une tragédie qui a été incorporée dans une pièce de théâtre nō intitulée « Sumida-gawa » : s’étant perdu, le jeune garçon tombe aux mains d'un marchand d'esclaves et finit par mourir de maladie et d’épuisement sur les rives de la rivière Sumida, au grand désespoir de sa mère. Le temple Mokubō-ji cité dans le titre est proche, mais n'est pas représenté sur cette estampe : le bâtiment sur la droite est le restaurant Uehan (acronyme de son propriétaire, Uekiya Han'emon) spécialisé dans les produits de la mer, que Hiroshige avait déjà peint dans ses Vues des restaurants célèbres d'Edo, mais en hiver et sous un angle différent. Le temple, ainsi que le restaurant et les jardins, est une destination touristique très populaire comme le montrent les deux dames élégantes qui descendent de l’embarcation et se dirigent vers l'établissement. Le jardin à gauche, nommé Gozensaihata (« honorable jardin maraîcher »), dont le nom figure dans le titre, est cultivé par les pêcheurs des environs et compte trente-six espèces de légumes destinés au shogun. Tokugawa Iesada a fréquenté le restaurant un mois avant la publication de l'estampe. Peut-être est-ce la raison pour laquelle Hiroshige a créé cette composition puisque l'un des objectifs de la série est de montrer au public ce qui est nouveau. | décembre 1857  | Reproduction de l'estampe |
| Automne   | 93       | 93       | Le transbordeur de Niijuku (にい宿のわたし, Niijuku no watashi) | Le transbordeur de Niijuku sert à traverser la rivière Naka-gawa qui détermine la limite nord d’Edo, mais il n’apparaît qu’en partie dans le coin inférieur droit de sorte que sa présence n’est qu'un prétexte pour présenter un large panorama sur le paysage environnant. La partie gauche de l’image est occupée par un restaurant bien éclairé vers lequel se dirigent quelques personnes tandis que d’autres restent à l’embarcadère ; un homme nettoie les sabots de son cheval dans l’eau de la rivière. Assis au milieu des grands pins de la rive se trouve un pêcheur tandis qu'une barge chargée de biens passe devant lui. L’arrière-plan est estompé par le brouillard dont la couleur rougeâtre indique la fin de la journée, et l'habituel dégradé du ciel est rendu grâce à la technique bokashi. | février 1857   | Reproduction de l'estampe |
| Automne   | 94       | 94       | Les érables à Mama, le sanctuaire Tekona et le pont de Tsugihashi (真間の紅葉手古那の社継はし, Mama no momiji Tekona no yashiro Tsugihashi)                                                                           | L’image est encadrée par les troncs de deux érables dont les branches s'entrelacent et dont la couleur automnale des feuilles présente une teinte à la fois rougeâtre et noirâtre distincte des impressions antérieures, due à une variation chimique des pigments employés. Les gens de Mama à l'est d’Edo se promènent le long de la rivière Edo-gawa, endroit très fréquenté à l'automne pour admirer les érables. Dans cette ville se trouve le temple bouddhiste Guhō-ji, dont un autel est dédié à Tekona, paysanne d'une grande beauté qui s’est jetée dans la rivière pour échapper à ses prétendants qui lui rendaient la vie impossible. Sa légende est rapportée dans le fameux Man'yoshu (« Collection des dix mille feuilles »), anthologie poétique du VIIIe siècle où les vers sur Tekona précèdent directement ceux du mont Tsukuba visible ici en fond. En 1501 est fondé le temple mentionné dans le titre de l’estampe, où il est possible de prier pour un bon accouchement ou une protection contre la varicelle. Le temple apparaît dans le paysage à gauche, avec son toit à forte pente et précédé par un arc torii. Le pont Tsugihashi (« long pont ») que l'on voit au centre de l’image évoque également cette légende : une autre anthologie de poésie mentionne un prétendant de Tekona qui se lamente au sujet du pont qu’il ne peut traverser la nuit pour voir sa bien-aimée. La composition marquée par les feuilles au premier plan et la douce lumière du soir donne un air lyrique à cette scène où est née la légende de Tekona. | janvier 1857   | Reproduction de l'estampe |
| Automne   | 95       | 95       | Vue de Kōnodai et de la rivière Tone-gawa (鴻の台とね川風景, Kōnodai Tonegawa Fūkei) | La colline escarpée de Kōnodai qui domine la Tone-gawa — de nos jours Edo-gawa — est un important bastion de défense. Dans cette image, le côté gauche de la composition est occupé par une saillie rocheuse peinte dans un style chinois. Elle est surmontée de trois grands pins aux pieds desquels trois petits personnages conversent avec animation, donnant une bonne idée de la hauteur de la colline. Cet endroit est surtout connu grâce à une œuvre littéraire, Nansō Satomi Hakkenden (Histoire des huit chiens du Satomi de Nansō) de Kyokutei Bakin. La rivière est parcourue de barges chargées de marchandises qui vont à la ville tandis qu’à l'horizon apparaît le mont Fuji dans un ciel jaune qui signale un matin clair. La couleur bleue du haut du ciel est de nouveau marquée par le grain du bois utilisé pour l’impression. | mai 1856       | Reproduction de l'estampe |
| Automne   | 96       | 96       | Horie et Nekozane (堀江ねこざね, Horie Nekozane) | Horie et Nekozane sont deux villages situés sur les rives opposées de la rivière Kyūedo (« vieil Edo ») — un affluent de l’Edo-gawa — réputé pour ses excellents fruits de mer. Les méandres de la rivière structurent toute la composition qui entraîne le regard vers le fond de l’image où s’étend la baie d’Edo. Dans la partie inférieure, deux personnages sont représentés sur une bande de terre en train de chasser les oiseaux (probablement des pluviers argentés) avec un filet dissimulé dans le sable. La partie centrale est occupée par les deux villages que relient deux ponts enjambant la rivière encombrée d’embarcations. Sur la droite, à moitié caché par la forêt de pins, se trouve un petit sanctuaire qu’annonce un torii. De la brume du fond émerge l’imposante silhouette du mont Fuji, baigné d’une pénombre rougeâtre. Le sceau de la censure porte la marque du deuxième mois de l’ère Ansei 3 (1856), c’est donc l'une des premières estampes de la série réalisée par l’artiste. | février 1856   | Reproduction de l'estampe |
| Automne   | 97       | 97       | Les « cinq pins » et le canal Onagi (小奈木川五本まつ, Ongagigawa Gohonmatsu) | Conformément au principe stylistique de la série, l’image est composée à partir d’un premier plan occupé par les branches d'un vieux pin supportées par des poutres en bois au travers desquelles apparaît le paysage à l'arrière-plan. Gohonmatsu (« cinq pins ») est le nom d’un quartier d'Edo qui fait référence à cinq pins séculaires plantés le long du canal Onagi-gawa en 1732 et dont il ne reste à l’époque d’Hiroshige que celui représenté ici. L’emplacement où est situé le pin appartient au daimyo d’Ayabe. Ici, l'artiste déforme la réalité pour atteindre un plus grand effet scénographique : le canal est en fait parfaitement droit et la courbe ici représentée imaginaire. L’embarcation du centre portant deux rameurs et quelques passagers est une reprise par Hiroshige d’une œuvre de Katsushika Hokusai, Coucher de soleil à travers le pont Ryōgoku (planche 22 des Trente-six vues du mont Fuji) où est reproduit avec précision le détail du passager qui trempe un mouchoir dans l'eau. | juillet 1856   | Reproduction de l'estampe |
| Automne   | 98       | 98       | Feux d'artifice sur le pont Ryōgoku (両国花火, Ryōgoku hanabi) | Souvent décrite comme exprimant l'essence de la culture d'Edo, il s'agit d'une des estampes les plus connues de la série et un nouvel exemple de la grande habileté de l'artiste à représenter la vie nocturne ainsi qu'à utiliser la verticalité par le biais de perspectives aériennes. Le pont de Ryōgoku sur la Sumida-gawa est l’un des plus grands de la ville. Le vingt-huitième jour du cinquième mois se tient la fête de kawabiraki (ouverture de la rivière), qui est un rituel d’ablutions pour éloigner les mauvais esprits. Les premiers feux d'artifice datent de 1733, encouragés par le shogun Tokugawa Yoshimune, puis ils sont organisés à de nombreuses reprises en dehors de la cérémonie annuelle, en particulier pendant les nuits d'été. Ils sont parrainés par les entreprises de locations de bateaux et les restaurants qui sont les principaux bénéficiaires du spectacle. La rivière est donc couverte de bateaux, du petit yanebune (bateau couvert) jusqu’au grand yakatabune traditionnel (bateau-palais) et au urourobune, embarcation qui vend de la nourriture et des boissons. Le feu d'artifice est représenté dans le coin supérieur droit sous la forme d'étoiles vivement éclairées tandis que dans la partie centrale, un feu de Bengale décrit une courbe prononcée dans le ciel d’une couleur sombre qui épouse les veines du bois. | août 1858      | Reproduction de l'estampe |
| Hiver     | 99       | 99       | Temple Kinryū-zan à Asakusa (浅草金龍山, Asakusa Kinryūzan) | Avec cette estampe commence la série consacrée à l’hiver. Le temple de Kinryūzan dédié au bodhisattva Kannon se trouve dans le quartier d’Asakusa. Sur l’arrière-plan se découpent différents éléments du premier plan, en la circonstance un battant rouge et vert de la porte Kaminarimon (« porte du tonnerre »), sur le côté gauche, et une grande lanterne votive qui occupe toute la partie supérieure de l’image et sur laquelle est imprimé « Shinbashi », le nom du donateur. Puis la composition guide le regard vers un paysage enneigé où un groupe de personnes se dirige vers l’intérieur du temple. Une pagode se trouve à droite et le niōmon (« porte des deux rois gardiens ») occupe le centre, d’une intense couleur rouge accentuée par le contraste avec le blanc de la neige. La pagode vient d'être reconstruite deux mois auparavant, après le séisme de 1855. Le ciel, gradué du blanc au noir par le biais de diverses nuances de gris, est couvert de flocons de neige. Cette allée, ici étonnamment paisible, est habituellement animée d'échoppes temporaires, mais Hiroshige représente comme souvent le motif principal en sacrifiant des éléments secondaires pour ne pas rompre l'harmonie de la scène. | juillet 1856   | Reproduction de l'estampe |
| Hiver     | 100      | 100      | Digue de Nihon et Yoshiwara (よし原日本堤, Yoshiwara Nihontsutsumi) | La digue Nihontsutsumi est le dernier tronçon de la route qui mène au quartier des divertissements de Shin Yoshiwara. Sous la pâle lumière du croissant de lune, des gens circulent, certains en palanquins portés par des serviteurs. Des deux côtés de la route, plusieurs échoppes servent le thé. En haut à droite, derrière un rideau d’arbres, apparaissent les toits des maisons closes de Yoshiwara, enveloppées d’un brouillard de couleur violette. Au bout de la route, faisant comme un lien avec les toits, se tient un saule pleureur, le fameux Mikaeri yanagi (« saule du regard en arrière »), où les clients des bordels jettent un dernier regard en arrière avant de plonger dans l'atmosphère dissolue du quartier Yoshiwara. Ce motif, associé au vol des oies sauvages dans le ciel nocturne, donne à l’image un caractère emprunt d’une certaine mélancolie. | avril 1857     | Reproduction de l'estampe |
| Hiver     | 101      | 101      | Rizière d'Asakusa et festival Torinomachi (浅草田甫酉の町詣, Asakusa tanbu Torinomachi mōde) | Sur cette estampe, le paysage apparaît à travers la fenêtre d'une chambre qui forme une grille surplombant l’arrière-plan. La perspective est donc créée par ce premier plan. Nous sommes probablement dans un bordel du quartier de Yoshiwara peu après le départ d’un client. Une serviette et un bol d'eau sont déposés sur le rebord de la fenêtre et un onkotogami (« papier pour l'acte honorable ») dépasse en bas à gauche, à même le sol. Quelques kumate kanzashi (épingles à cheveux en pattes d’ours) ont probablement été offerts par le client à la courtisane. Ce motif se réfère symboliquement à la fête annoncée dans le titre, fête qui a lieu le « jour du coq » du onzième mois et où il est de coutume d'apporter des épingles en patte d'ours, symbole de bonheur. Dans la partie centrale du paysage en arrière-plan passe la procession de ce festival qui se dirige vers le temple de Chōkoku-ji. Plus loin se dresse le mont Fuji, avec sa forme conique symétriquement coupée en deux par un barreau de la fenêtre. Un des éléments les plus singuliers de cette image est le chat qui regarde le paysage par la fenêtre et représente symboliquement la courtisane. La planche est réalisée avec la technique appelée kimedashi (gaufrage), qui consiste à presser une plaque sur le papier de telle sorte que sont imprimés les lignes et les contours. Cette œuvre, appréciée en Occident, a été utilisée pour illustrer un article de William Anderson sur Hiroshige dans le magazine Le Japon artistique.                            | novembre 1857  | Reproduction de l'estampe |
| Hiver     | 102      | 102      | Minowa, Kanasugi et Mikawashima (蓑輪金杉三河しま, Minowa Kanasugi Mikawashima) | Cette planche représente deux grues de Mandchourie (tanchōzuru), l'une qui barbote dans l’eau tandis que l’autre semble survoler la scène et occupe tout le haut de l'image. Les trois endroits mentionnés dans le titre se trouvent au nord-ouest des quartiers de plaisir de Yoshiwara, près de la route d’Ōshū Kaidō. En hiver, le shogun a recours à des faucons entraînés pour ses chasses aux hérons appelées tsuru no onari (« tournée des hérons ») dans cette zone. Pour les attirer, les agriculteurs déposent de la nourriture comme appât, ainsi que l’indique probablement la présence du paysan qui s'éloigne par la gauche. Le plumage des hérons est réalisé avec la technique karazuri (impression à vide), type d’impression à sec dans laquelle la plaque est pressée contre le papier avec une espèce de tampon appelé baren. Les hérons symbolisent la longévité, le bonheur et la fidélité dans le mariage puisque leur union avec un partenaire dure toute leur vie. Le motif des couples de hérons est monnaie courante dans la tradition picturale chinoise. | mai 1857       | Reproduction de l'estampe |
| Hiver     | 103      | 103      | Grand pont de Senju (千住の大はし, Senju no ōhashi) | C'est l'une des premières images de la série selon la date indiquée par la censure, et elle marque la limite nord d'Edo. Peut-être l'artiste a-t-il voulu définir le périmètre de son entreprise. Le grand pont de Senju qui enjambe la rivière Ara-kawa sur la route d’Ōshū Kaidō a été construit en 1594 par Tokugawa Ieyasu. Il est courant que le shogun l’emprunte lors de ses pèlerinages à Nikkō, où se trouve la tombe de Ieyasu, le fondateur de la dynastie. L'image montre la solide structure du pont qui lui a permis de résister à de nombreuses catastrophes. Plusieurs voyageurs se croisent, dont l’un à cheval va à la rencontre d'un palanquin. Derrière le pont à gauche se trouve un village de pêcheurs, tandis que la rivière est parcourue de bateaux de marchandises ou de radeaux de bois. Le fond est presque un condensé de l’art de Hiroshige, avec les montagnes enveloppées de brumes au ciel éclairé par la lumière rougeâtre du soleil couchant. | février 1856   | Reproduction de l'estampe |
| Hiver     | 104      | 104      | Digue de Koume (小梅堤, Koumetsutsumi) | Le canal Yotsugi-dōri — déjà rencontré sur l’estampe no 33 — est utilisé pour le transport, bien que cette image ne montre pas de bateau et présente un paysage presque idyllique. Cet endroit est situé du côté est de la rivière Sumida, au nord du quartier de Honjo, près de la petite ville de Koume. Le canal traverse l'image en diagonale, disparaissant à l'arrière-plan après un virage serré. La teinte plus foncée de bleu au centre du canal en indique la profondeur. Toute la partie droite de l’image est occupée par un grand aulne (hannoki) au pied duquel quelques enfants jouent avec des chiens. Deux dames traversent le pont, vêtues de haori d’hiver, tandis que de l'autre côté se trouve une rue avec plusieurs magasins. Au centre de l’image, un pêcheur solitaire est assis sur le talus, sa canne dans la rivière. Le ciel est parcouru d’une volée d'oiseaux pour rompre la monotonie de la partie supérieure de l'image. | février 1857   | Reproduction de l'estampe |
| Hiver     | 105      | 105      | Oumayagashi (御厩河岸) | Cette image nocturne est en harmonie avec le thème représenté : les femmes sur la gauche sont appelées yotaka (« oiseaux de nuit »), l'une des formes les plus basses de la prostitution. Elles sont communément accompagnées par un père ou un frère et portent une natte de paille afin de pouvoir offrir leurs services partout. Leurs visages sont souvent si défigurés qu'elles sont contraintes de s'appliquer du maquillage très épais qui les fait ressembler à des masques. La rivière est représentée par une forte houle, et plusieurs autres navires traversent ses eaux. Le côté droit est occupé par les branches des arbres et le fond gris montre une nouvelle fois le grain laissé par l'impression du bois. | décembre 1857  | Reproduction de l'estampe |
| Hiver     | 106      | 106      | Le parc à bois de Fukagawa (深川木場, Fukagawa kiba) | Cette estampe d’un paysage complètement recouvert de neige surprend et détermine chez le spectateur une sensation de froide désolation, sentiment accentué par le ciel gris couvert de flocons et par le bleu intense de l’eau de la rivière qui lui donne un aspect glacial. Le cadre formé par les rondins et le contour des montagnes au loin donne à ce paysage concret un aspect de conte d'hiver. Comme d'habitude, Hiroshige introduit plusieurs éléments anecdotiques, comme deux moineaux volant au-dessus de la scène et deux chiens dans le coin inférieur gauche ainsi qu’une ombrelle jaune en bas au centre, où à nouveau se lit le kanji sakana (« poisson ») en allusion à Sakanaya Eikichi, l'éditeur de la série. Le stockage du bois se fait à l'extérieur de la ville pour prévenir des incendies, en particulier à Fukagawa, à l'est de la rivière Sumida. Plusieurs poutres de bois traversent la scène en diagonale, à droite comme à gauche. Cette disposition associée au mouvement en zigzag du cours de la rivière donne à l’image un dynamisme qui contraste avec la tranquille immobilité du paysage enneigé. | août 1856      | Reproduction de l'estampe |
| Hiver     | 107      | 107      | Fukagawa Susaki et Jūmantsubo (深川州崎十万坪, Fukagawa Susaki Jūmantsubo) | Comme la planche 102, la partie supérieure de l’image est occupée par un oiseau, en la circonstance un aigle, dont le tracé parfait et les différentes teintes de gris des plumes sont obtenus à l'impression au moyen de mica, tandis que les serres sont imprimées avec de la colle animale (nikawa) qui donne une sensation de brillance. L’aigle vole au-dessus d'un champ enneigé que traverse une rivière, avec la silhouette du mont Tsukuba en arrière-plan. Fukagawa Susaki se trouve à l'est de la Sumida-gawa, tandis que Jūmantsubo, une zone en terrasse au nord-est de Susaki en 1720, appartenait à un daimyo. Son nom indique la taille de la ferme : Jūman tsubo, 100 000 tsubo (un tsubo est une unité japonaise de mesure égale à 3,306 m2 ; dans ce cas, 100 000 tsubo font 0,3 km2). Cette estampe est une des plus populaires de la série, avec les planches 58 et 118. | mai 1857       | Reproduction de l'estampe |
| Hiver     | 108      | 108      | Vue de la côte de Shiba (芝うらの風景, Shibaura no fūkei) | Cette image d’un port présente différents éléments qui suggèrent la profondeur : d’abord deux volées de mouettes, l’une toute proche au premier plan qui survole l’eau et une seconde plus lointaine, qui traverse le ciel à l’horizon. D’autres éléments mettent en valeur la perspective comme les structures en bois en forme de A qui indiquent un chenal maritime, l'un au premier plan sur le côté gauche de l'image et un autre un peu plus loin derrière lui. L'ensemble de quatre bateaux qui rétrécissent à mesure qu'il s'éloigne des yeux de l’observateur participent également à cette impression de profondeur. Loin à l’horizon sur le côté gauche, l'artiste représente des terre-pleins (daiba) construits comme moyen de défense après l’arrivée des navires noirs américains. Sur la bande de terre qui occupe le côté droit de l’image se trouve la villa Hama du shogun. Dans le cartouche jaune du coin inférieur gauche apparaît le sceau du graveur, Horisen (Hori Sennosuke), ce qui est inhabituel, peut-être parce qu’il s’agit d’une des cinq premières estampes de la série acceptées par la censure. Ce sceau figure également dans les marges des planches 17, 28 et 83. | février 1856   | Reproduction de l'estampe |
| Hiver     | 109      | 109      | Minami Shinagawa et la côte de Samezu (南品川鮫洲海岸, Minamishinagawa Samezu kaigan) | Cette vue aérienne de la baie d’Edo représente la zone connue sous le nom de Shinagawa, où se cultivent d’excellentes algues qui poussent sur les arbres plantés par les pêcheurs en eau peu profonde en automne et sont recueillies en hiver afin d’en faire des nori, minces feuilles d'algues utilisées pour l'assaisonnement ou pour les sushis. En bas de l’image, plusieurs bateaux profitant de la marée basse récoltent les algues. Au fond de la baie se trouve le secteur de Samezu (« banc de sable du requin ») où un pêcheur local aurait découvert une statuette du bodhisattva Kannon dans le ventre d'un requin qu'il venait de prendre dans ses filets, légende pour laquelle a été construit le temple zen Kaian-ji au XIIIe siècle. Toutefois, le temple, élément principal du site, n'est que vaguement évoqué par une silhouette imprécise, comme souvent chez Hiroshige. À l'arrière-plan apparaît la silhouette double du mont mont Tsukuba vers lequel une volée d'oiseaux amène le regard,. | février 1857   | Reproduction de l'estampe |
| Hiver     | 110      | 110      | « Le pin pour accrocher le manteau du moine » au lac Senzoku no ike (千束の池袈裟懸松, Senzoku no ike Kesakakematsu)                                                                                                  | Le pin Kesakakematsu (« pin pour accrocher le manteau du moine ») est ainsi nommé parce que le moine Nichiren s’est un jour arrêté le long du chemin pour se reposer et a accroché son manteau à une branche de ce fameux arbre. Le pin à la forme torsadée est situé sur une langue de terre qui s'avance dans le lac au milieu à droite de l'image. Sa base est entourée d'une clôture autour de laquelle sont regroupés quelques visiteurs. Dans la partie inférieure, une boutique propose de la nourriture et des boissons le long de la route qui longe le lac, route sur laquelle des voyageurs circulent. Au centre de l’image, le bleu plus foncé en forme de croissant met en évidence la profondeur du lac que survolent trois hérons. Sur la rive opposée, isolé dans la forêt, se trouve le sanctuaire Hachiman de Senzoku, puis comme d’habitude dans les paysages de Hiroshige, le fond montagneux émerge de la brume. La couleur rougeâtre de l’horizon suggère une heure tardive. Il s’agit d’une des cinq premières estampes acceptées par la censure. | février 1856   | Reproduction de l'estampe |
| Hiver     | 111      | 111      | Le pont-tambour de Meguro et la pointe du soleil (目黒太鼓橋夕日の岡, Meguro taikobashi Yūhi no oka) | Ce paysage enneigé met en valeur dans sa partie inférieure le pont-tambour de Meguro, pont exceptionnel fait de pierres et de bois. Un taikobashi (« pont-tambour ») est un pont semi-circulaire d’influence chinoise formant avec son reflet dans l’eau l’image d’un tambour, comme le montre la planche 65. Cette route conduit au temple de Meguro dédié à Fudō Myōō, un des cinq rois de la connaissance ésotérique. Le coin inférieur droit est occupé par le toit de la maison de thé Shōgatsuya, célèbre pour sa soupe de haricots doux (shiruko mochi). Plusieurs voyageurs se protègent de la neige en se couvrant de parapluies ou de chapeaux, voire d’une cape de paille de l’autre côté du pont. Sur la gauche se dresse la Yūhi no oka (« colline du soleil couchant ») qui offre une vue magnifique de la vallée de Meguro. D’un point de vue chromatique, le blanc de la neige contraste avec le bleu de Prusse de la rivière Meguro-gawa, tandis que le ciel est chargé de flocons de neige obtenus en laissant le papier de l’estampe blanc. | avril 1857     | Reproduction de l'estampe |
| Hiver     | 112      | 112      | Atagoshita et la rue Yabu (愛宕下薮小路, Atagoshita Yabukōji) | Le sujet principal de cette estampe mélancolique est la neige qui occupe toute la scène. Le quartier Atagoshita (« sous l'Atago ») tient son nom de ce qu’il est situé sous le mont Atago. Il héberge de nombreuses résidences de seigneurs féodaux (daimyos), telles que celle du clan Katō de Minakuchi, qui apparaît au fond en avant de la porte rouge du sanctuaire Atagosha, ou celle du clan Hijikata de Komono (préfecture de Mie), qui est le long bâtiment sur la gauche. De la rue Yabukōji, située à la droite du canal qui coule dans l’angle inférieur droit, ne se voit qu’une haute canne de bambou (yabu), dont les branches s'affaissent sous le poids de la neige, et qui occupe la moitié droite du ciel que traversent quelques moineaux. Le bambou, comme les moineaux, est un symbole d'amitié et de douceur et un présage de bonheur. Dans cette composition, la rigueur du froid hivernal est diluée par le contraste marqué des couleurs où le bleu sombre du canal et le vert du bambou accentuent les tons rouges et blancs et le bleu pâle du ciel. | décembre 1857  | Reproduction de l'estampe |
| Hiver     | 113      | 113      | La pente d'Aoi à l'extérieur de la porte de Toranomon (虎の門外あふひ坂, Toranomon soto Aoizaka) | Cette composition nocturne en forme de X est éclairée par la douce lumière d’un croissant de lune caché par de gris nuages que traverse une volée d'oiseaux. Sur la ligne d’horizon, entre les pins et les micocouliers, se trouvent les bâtiments du sanctuaire Kotohira-gū, situé sur les terres du daimyo Kyōgoku (de la ville de Marugame sur l’île de Shikoku), ouvert au public le treize de chaque mois. Le centre droit de l’image est occupé par une large chute d’eau de la douve extérieure du palais, tandis qu’à gauche s’élève la pente d’Aoizaka parcourue par plusieurs pèlerins et deux marchands ambulants avec leurs boutiques portables. L’une porte l’inscription nihachi (« deux pour huit ») faisant la promotion de nouilles au sarrasin pour seize mon tandis que l’autre vend des ōhira shippoku (pâtes avec des œufs frits, des champignons, des châtaignes d’eau ou des gâteaux de poisson). Dans la partie inférieure gauche se trouvent deux chats et, comme élément anecdotique principal, deux apprentis artisans qui s’exercent après être sortis d'un bain purificateur, recouverts d'un pagne et portant des lanternes. Cette composition attrayante est l'une des rares de la saison hivernale qui évoquent l'aspect ethnographique du paysage. | décembre 1857  | Reproduction de l'estampe |
| Hiver     | 114      | 114      | Pont Bikuni sous la neige (びくにはし雪中, Bikunihashi setchū) | Sous un ciel nocturne enneigé où se voit clairement au centre le grain du bois, s'étend un paysage couvert de neige avec, au premier plan à gauche, un panneau qui annonce yama kujira (« baleines des montagnes »), un euphémisme pour désigner de la viande d’animaux sauvages dont la consommation est interdite par le bouddhisme bien qu'elle soit tolérée. Le pont Bikunihashi est situé près de la douve extérieure du palais du shogun, dont le mur fortifié est visible à droite, et qui est entouré de maisons closes et de baraques de nourriture à bas prix. Le terme bikuni désigne les nonnes mais fait aussi allusion aux prostituées habillées en nonne pour exercer leur activité en dehors des zones autorisées. Devant la boutique d’alimentation à droite, les paniers montrent des patates douces destinées à la préparation de yakiimo (« patates rôties ») vendues dans la rue. L’inscription fait allusion aux patates (imo) entièrement rôties. Un marchand ambulant traverse le pont. Le premier plan vide, la représentation du mur et l’arrangement schématique des flocons de neige indiquent que cette image est sans doute réalisée par Hiroshige II (ainsi que les planches 12, 41 et 119). | novembre 1857  | Reproduction de l'estampe |
| Hiver     | 115      | 115      | L'hippodrome de Takata (高田の馬場, Takada no baba) | L’hippodrome de Takata no baba au nord-est d’Edo est fondé en 1636 comme champ d’équitation et de tir à l’arc pour la noblesse. Tout le côté gauche est délimité par un pin devant lequel se trouve une cible en cuir blanc attachée à un poteau tandis que plusieurs flèches reposent au sol. La cible est réalisée avec la technique d’impression à sec appelée nunomezuri. Il s’agit d’un exemple supplémentaire du sens de la composition originale de Hiroshige, toujours en quête de perspectives inhabituelles pour surprendre le spectateur. Sur les pistes qui longent le champ passent plusieurs cavaliers, tandis que plusieurs archers s'exercent en face de la cible. Au loin, le mont Fuji s’efface presque dans la brume. Le contraste entre la nature et l'activité humaine, ici habilement représenté, met en valeur l’harmonie des vertus des samouraïs que prône le confucianisme, selon lequel les compétences dépendent autant des aptitudes innées que de l'expertise cultivée par la pratique. | février 1857   | Reproduction de l'estampe |
| Hiver     | 116      | 116      | Ponts de Sugatami et d'Omokage, Jariba près de Takata (高田姿見のはし俤の橋砂利場, Takata Sugatami no hashi Omokage no hashi Jariba)                                                                                  | Dans une zone proche de l'école d'équitation de la planche précédente s’étendent les rizières de Hikawa, couvertes de chaume jaune. Derrière se trouve à droite le Hikawa-jinja auquel mène le pont Sugatami. Dans la partie inférieure au premier plan, le pont Omokage décrit une courbe prononcée au-dessus de l’aqueduc de Kanda. C’est un pont de planches de bois recouvertes d'une couche de terre et de mousse qui s’intègre harmonieusement dans le paysage. Le mois même de la publication de l’estampe, ce pont a été emprunté par le shogun Tokugawa Iesada au retour d'un voyage à Ōji. Cela révèle une fois encore l'intérêt presque journalistique avec lequel l'artiste et l'éditeur ont réalisé cette série. Le fond couvert d'une brume rouge pourpre, l'horizon orangé et les rizières jaunes participent du riche chromatisme de cette vue topographique accordant une grande précision aux détails,. | janvier 1857   | Reproduction de l'estampe |
| Hiver     | 117      | 117      | Le sanctuaire Yushima Tenjin vu du haut de la colline (湯しま天神坂上眺望, Yushima Tenjin sakaue chōbō) | Ce panorama aérien présente trois temples différents à distance les uns des autres : au premier plan à gauche le sanctuaire Yushima Tenjin dont seul l'arc torii est visible. Dans une île au milieu de l’étang de Shinobazu, le sanctuaire Benten déjà rencontré dans l’estampe 89 et de l’autre côté, à l’extrême droite, le temple Kan'ei-ji. Ces bâtiments sont peints en rouge car, selon le shintoïsme, cette couleur chasse les démons. Ce vif contraste avec le blanc de la neige et le bleu brillant du lac ainsi que la teinte rougeâtre de la ligne d’horizon donne un caractère varié à la scène. Pour atteindre le sanctuaire Yushima Tenjin, il faut monter deux volées d'escaliers dont l’un, plus accentué, est « pour les hommes » et l’autre, plus accessible, « pour les femmes », comme l’indique l’inscription sur la pierre dans le coin inférieur droit, otokozaka (« colline pour les hommes »). Sur le côté gauche derrière le torii se trouve une maison de thé décorée de lanternes rouges. | avril 1856     | Reproduction de l'estampe |
| Hiver     | 118      | 118      | Renards de feu la nuit du Nouvel An sous l'arbre Enoki près d'Ōji (王子装束ゑの木大晦日の狐火, Ōji shōzoku wenoki ōtsugomorihi no kitsunebi)                                                                          | C'est l'une des planches les plus célèbres de la série, ainsi que la seule qui soit imaginaire. Dans cette composition nocturne, sous un ciel gris bleuâtre parsemé d'étoiles, de nombreux renards dont l’haleine semble être comme autant de feux follets sont réunis au pied d’un grand micocoulier (enoki). L'attention est concentrée sur ce groupe près de l’arbre au premier plan, cependant qu'à une certaine distance apparaissent plusieurs autres renards qui se dirigent vers le premier groupe mais qui ne sont encore que de petits points lumineux perdus dans le fond de l'image. L’intense luminosité autour des renards contraste fortement avec l’obscurité nocturne et donne un grand effet dramatique et mystérieux à la scène. Le peintre joue sur la technique du bokashi, les dégradés de gris et l'emploi de poudre de mica, avec des surimpressions de vert pour les végétaux. Selon la légende qui a inspiré la planche, les renards se réunissent avec leurs forces magiques sous cet arbre au Nouvel An pour adorer le dieu du riz (Inari), puis se rendent au proche sanctuaire d’Ōji Inari (aussi appelé Shōzoku Inari), où le dieu leur confie différentes tâches à accomplir pendant la nouvelle année. Le nombre de renards et la forme de leurs feux follets permettent aux paysans de la région de prédire la prochaine récolte. Hiroshige utilise une impression en quadrichromie afin de tirer le meilleur parti de cette scène très dramatique et à l’atmosphère fantastique.                                                   | septembre 1857 | Reproduction de l'estampe |
| Hiver     | 119      | 119      | Pluie nocturne dans le jardin de Paulownia à Akasaka (赤坂桐畑雨中夕けい, Akasaka kiribatake uchū yūkei) (avril 1859)                                                                                                 | Cette planche, œuvre de Hiroshige II, a été incluse postérieurement dans la série de telle sorte qu'elle n'apparaît pas dans l'index de Baisotei Gengyo. Ainsi, le sceau aratame (« vu ») de la censure date du quatrième mois de 1859 et le cartouche rouge de la signature indique Nise Hiroshige (Hiroshige II). L’image est parfois considérée comme une estampe de remplacement pour la no 52, le jardin de paulownias à Akasaka, ou comme une œuvre commandée par Sakanaya Eikichi pour célébrer l'adoption par Hiroshige II du nom et du sceau de Hiroshige. Le disciple a terminé au moins trois estampes (12, 41 et 114), esquissées mais inachevées à la mort du maître. L’image montre un jardin de paulownias près de l’étang de Tameike, déjà représenté sur la planche 52. Il s'agit d'une vue nocturne où une forte pluie tombant d'un ciel de plomb gris-bleu met en évidence le gris verdâtre des arbres de l’arrière-plan. La partie inférieure, plus claire et d’un coloris plus brillant, fait ressortir la partie obscure du fond. La ligne de l'étang coupe en diagonale le chemin qui monte, déterminant ainsi une forme en trapèze. Des personnages longent l’étang en bas de l’image, tandis que sur le chemin du fond apparaissent à peine quelques silhouettes qui se dirigent vers la porte Akasakamon du palais d’Edo. | avril 1859     | Reproduction de l'estampe |

## Postérité de l’œuvre

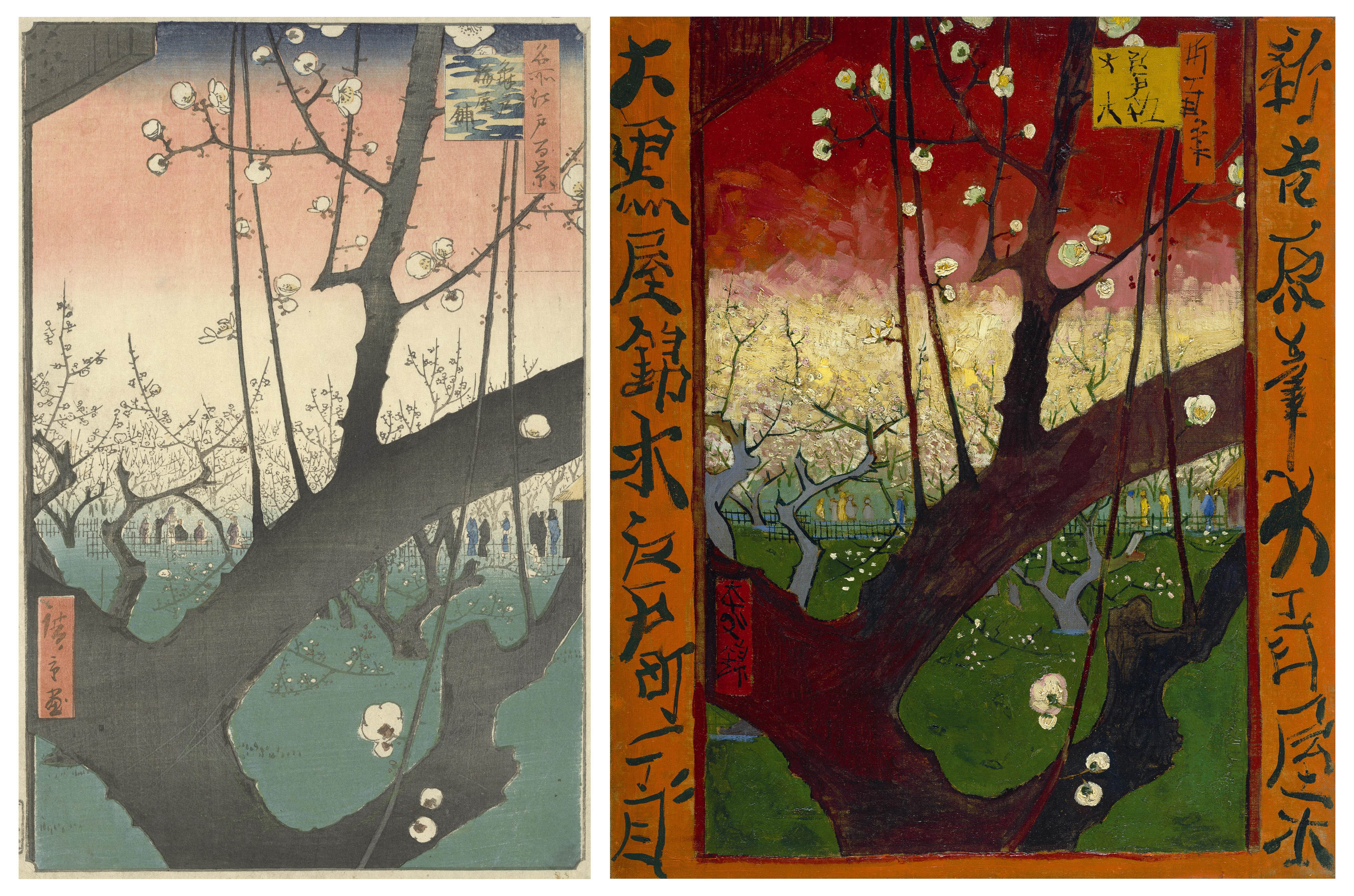
À gauche, Le Jardin des pruniers à Kameido (planche 30), à droite la copie qu'en a tirée Vincent van Gogh.

Au Japon, les Cent vues d’Edo rencontrent un important succès, comme en témoignent les innombrables réimpressions effectuées par l’éditeur, souvent de bien moins bonnes factures que les premiers tirages. Quatre artistes copièrent ou imitèrent la série, mais sans grande réussite : Hiroshige II, Utagawa Hirokage, Shōsai Ikkei et Kobayashi Kiyochika. Si la série est de nos jours moins acclamée que les Cinquante-trois Stations du Tōkaidō, elle fournit néanmoins plusieurs chefs-d’œuvre de l'artiste, dont le Pont Ōhashi à Atake sous une averse soudaine (planche 58), qui est l'une de ses plus célèbres estampes de pluie, et Le Jardin des pruniers à Kameido (planche 30). Après les paysages monumentaux et analytiques de Hokusai, puis les paysages lyriques du début de la carrière de Hiroshige, les Cent vues illustrent la dernière étape de l'estampe de paysage au Japon, caractérisée par une approche symbolique, intime et émotionnelle.
Les estampes de Hiroshige ont également été bien accueillies en Occident où naît la mode du japonisme. Les Cent vues d'Edo figurent parmi les premières à toucher le public occidental et elles influencent le travail de plusieurs artistes impressionnistes et les postimpressionnistes,.
Cela est par exemple évident dans les vues de Londres de James Abbott McNeill Whistler durant les années 1870, tel le Pont de Battersea inspiré des Feux d'artifice sur le pont Ryōgoku (planche 98). Les scènes de Paris de Henri Rivière ou Pierre Bonnard reprennent également des idées ou des constructions géométriques des Cent vues d'Edo. Ce sont essentiellement les compositions audacieuses opposant premier plan et fond qui inspirent les artistes français, en premier lieu Les Trente-Six Vues de la Tour Eiffel de Henri Rivière, mais également Georges Seurat, Toulouse-Lautrec ou Édouard Vuillard. Claude Monet s’intéresse également aux Cent vues d’Edo, s’inspirant de l’estampe À l’intérieur du sanctuaire Kameido Tenjin (numéro 65) pour son Bassin aux Nymphéas, harmonie verte en 1899 ; le traitement des jardins et de l’eau par les peintres ukiyo-e influence plus généralement les impressionnistes, Paul Cézanne s’inspirant d’ailleurs de la même estampe que Monet pour Le Pont de Maincy,.

« Hiroshige est un impressionniste merveilleux. Moi, Monet et Rodin en sommes enthousiasmés. Je suis content d’avoir fait mes effets de neige et d’inondations ; ces artistes japonais me confirment dans notre parti pris visuel. »

— Camille Pissarro.
Vincent van Gogh est très impressionné par ces estampes et réalise des copies de planches de la série alors qu’il séjourne à Paris en 1887 : Japonaiserie : Pont sous la pluie qui est une copie du Pont Ōhashi à Atake sous une averse soudaine (planche 58), et Japonaiserie : prunier en fleur, qui est une copie du Jardin des pruniers à Kameido (planche 30) ; toutefois, il peine dans ces deux copies à reproduire la sensibilité et le thème exprimé par l’artiste japonais,. En 1887, Van Gogh cherche à redéfinir son art, et ces copies montrent son intérêt pour l'usage décoratif et non plus descriptif des couleurs et des lignes, comme un ciel rouge dans un paysage. Van Gogh écrit en 1888 à Arles sur les couleurs de la Provence : « On voit avec un œil plus japonais, on sent autrement la couleur. »
L’impressionniste américain Theodore Robinson fait pour sa part l’éloge des Feux d’artifice sur le pont Ryōgoku (planche 98) et la Manufacture impériale de porcelaine de Saint-Pétersbourg reprend l’Aigle planant au-dessus de la plaine (planche 107) sur une porcelaine de 1913, témoignant de la reprise des motifs japonais partout en Occident,.